# Rosen
Rosen (Rosa) sind die namensgebenden Pflanzen der taxonomischen Gattung und Familie der Rosengewächse (Rosaceae). Die Gattung umfasst je nach Auffassung des Autors 100 bis 250 Arten auf der Nordhalbkugel, weltweite Gesamtzahlen sind derzeit noch schwierig zu benennen. 
Rosensträucher bilden durch ihre typischen Merkmale Stacheln, Hagebutten und unpaarig gefiederte Blätter eine sehr gut abgegrenzte Gattung. Sie bilden auffällige, fünfzählige Blüten. Die meisten Arten sind nur in der Holarktis verbreitet. Der Wissenschaftsbereich wird als Rhodologie bezeichnet.
Gärtnerisch wird zwischen Wildrosen und Kulturrosen unterschieden. Die Rose wird seit der griechischen Antike als „Königin der Blumen“ bezeichnet. Rosen werden schon sehr lange (nach einigen Quellen schon seit mehr als 10.000 Jahren) als Zierpflanzen gezüchtet. Das aus den Kronblättern gewonnene Rosenöl ist ein wichtiger Grundstoff der Parfumindustrie.

## Beschreibung

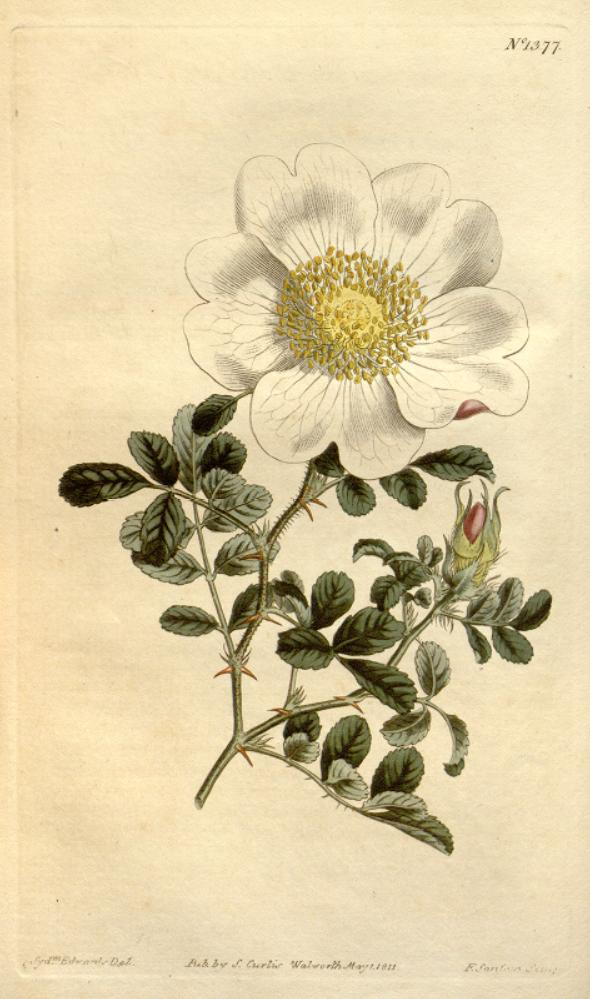
Illustration von Rosa bracteata

### Erscheinungsbild
Die Rosen-Arten sind sommergrüne, selten immergrüne Sträucher. Ihre selbständig aufrechten oder kletternden Sprossachsen sind bis zu 4 Meter hoch. Am Boden aufliegende Sprossachsen werden länger, manche sind niederliegend oder kriechend. Viele Arten entwickeln verholzte Bodenausläufer und bilden dann Kolonien durch Selbst- und Tierausbreitung. Die Sprossachsen können mit Drüsen oder Haaren bestanden oder auch völlig kahl sein, oft treten gefärbte Wachsbeläge dazu. Das Vorhandensein von Drüsen ist mit mehr oder weniger starkem Duft gekoppelt. Die Behaarung (Indument) kann alle oberirdischen Organe (mit Ausnahme der Hagebutten und Staubblätter) betreffen, die Form, Zahl und Verteilung der Haare ist charakteristisch für bestimmte Sippen, wobei die Behaarung ein ontogenetisch konstantes Merkmal ist (Verkahlen im Alter ist sehr selten).

### Stacheln

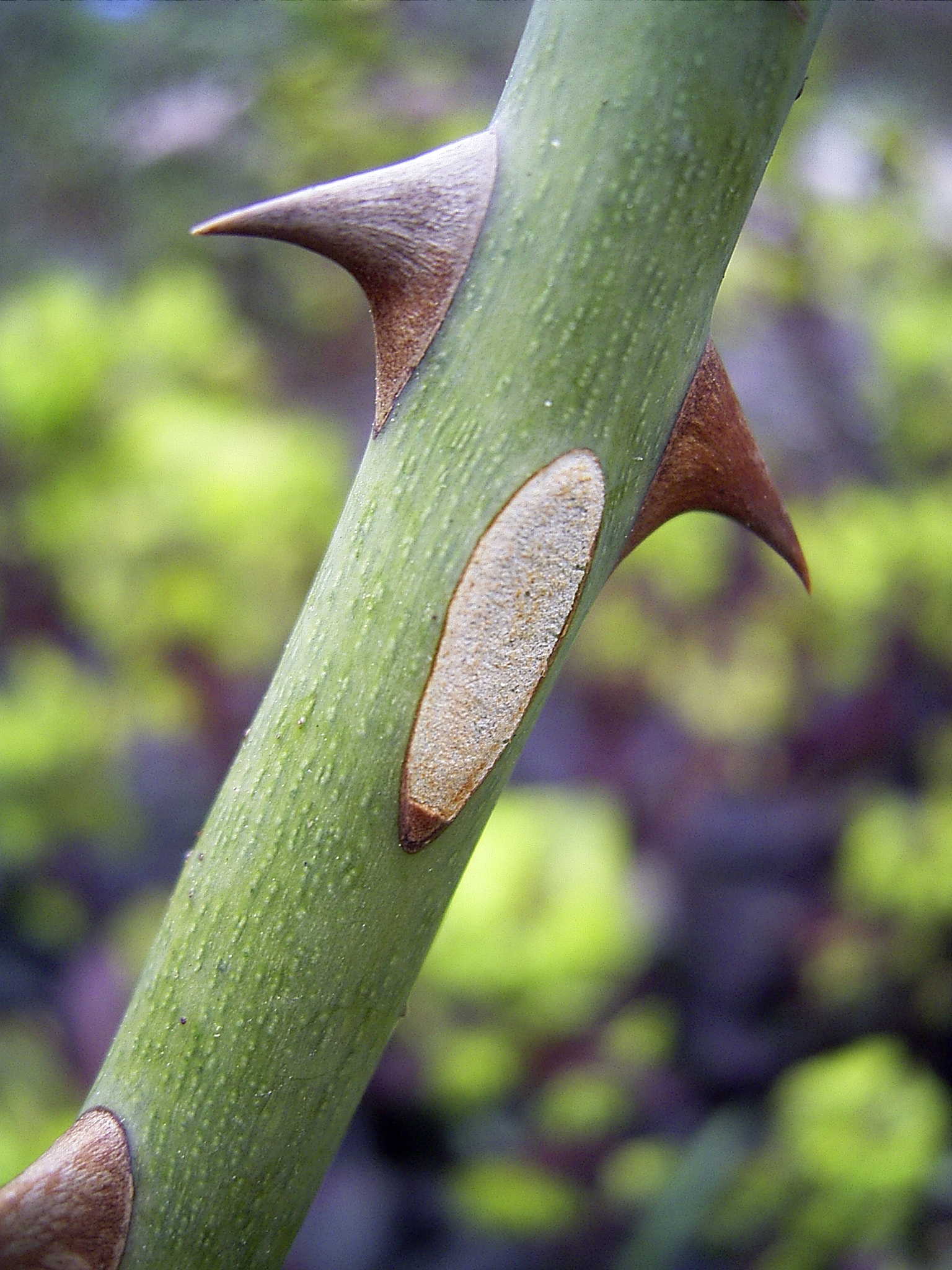
Stacheln einer Rose, der vordere Stachel wurde zur Demonstration abgestreift

Stamm, Äste und Zweige sind mit Stacheln besetzt, die im Volksmund häufig als Dornen bezeichnet werden. Die Stacheln dienen zum einen als Schutz gegen Tierfraß, zum anderen bei Spreizklimmern zum Festhalten an den Stützen. Die Stacheln können bei einer Pflanze gleichartig (homoeacanth) oder verschiedenartig (heteracanth) sein. Dabei ist häufig die Form an Kurztrieben anders als an Langtrieben. Die bodennahen Bereiche sind oft besonders reich an Stacheln. Die Grundtypen werden als hakig, sichelig, leicht gekrümmt, gerade, Nadelstachel und Stachelborste bezeichnet; es kommen Zwischenformen vor.
Die genetische Grundlage für die Bildung von Stacheln bei Rosen und anderen Pflanzen liegt in einem uralten Gen, das als PRICKLESSNESS (PL) bezeichnet wird. Dieses Gen gehört zur LOG-Genfamilie, die für die Produktion des Hormons Cytokinin verantwortlich ist. Cytokinin reguliert die Zellteilung und -vergrößerung, was zur Ausbildung von Stacheln führt. Mutationen im PL-Gen können die Cytokinin-Bildung beeinflussen, wodurch die Stachelbildung unterdrückt wird. Dieser Mechanismus ist bei vielen Pflanzenarten, einschließlich Rosen, verbreitet und ermöglicht die Entwicklung stachelfreier Varianten durch gezielte genetische Modifikation.

### Blätter

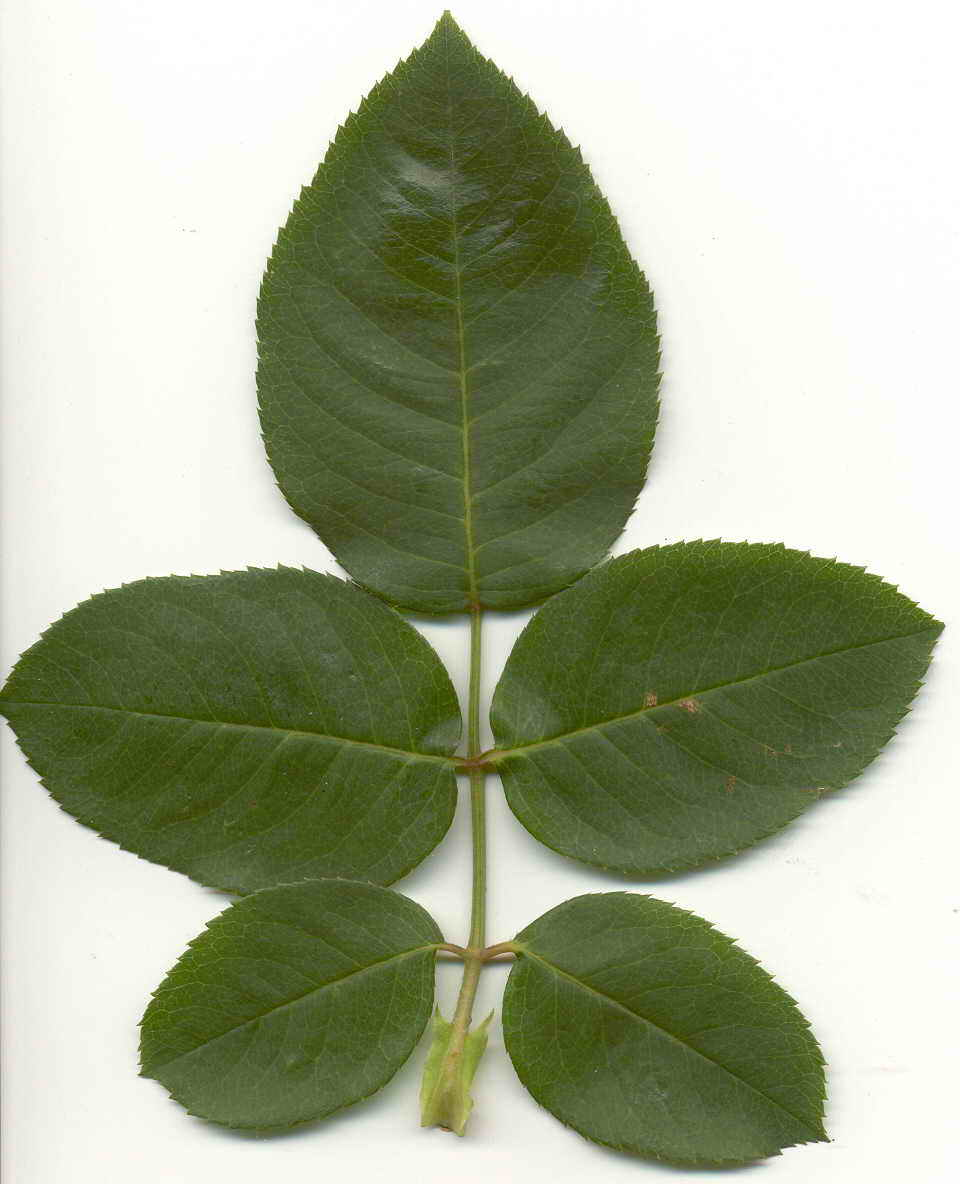
Fünfzählig gefiedertes Laubblatt

Die wechselständig und in 2/5-Stellung stehenden Laubblätter sind mehr oder weniger lang gestielt. Die unpaarig gefiederte Blattspreite besteht aus meist fünf bis neun Fiederblättchen, es können drei bis neunzehn sein. Lediglich bei Rosa persica sind die Laubblätter einfach und die Nebenblätter fehlen. Bei den Blättern können (nach morphologischen Details verteilt, z. B. Adern, Zwischenflächen, Nebenblätter oder Blättchenrand) Drüsen und Haare vorkommen oder auch fehlen. An der Blattspindel (Rhachis) sitzen manchmal weitere kleine Stacheln oder Stachelborsten. Die Fiederblättchen sind sehr unterschiedlich gestaltet, meist sind sie elliptisch bis eiförmig, verkehrt-eiförmig oder rundlich. Der Blättchenrand ist – regelmäßig oder unregelmäßig – einfach oder mehrfach gesägt, seltener gekerbt oder annähernd ganzrandig. Nebenblätter sind meist vorhanden und sind oft mehr oder weniger lang mit dem Blattstiel verwachsen.

### Blütenstände und Blüten
Die Blüten stehen end- oder seitenständig in traubigen, rispigen, manchmal doldig verkürzten Blütenständen. Der Blütenstand kann auch auf eine einzelne Blüte reduziert sein. Hochblätter werden gebildet, selten sind sie hinfällig oder fehlen. Ein Außenkelch wird nicht gebildet.

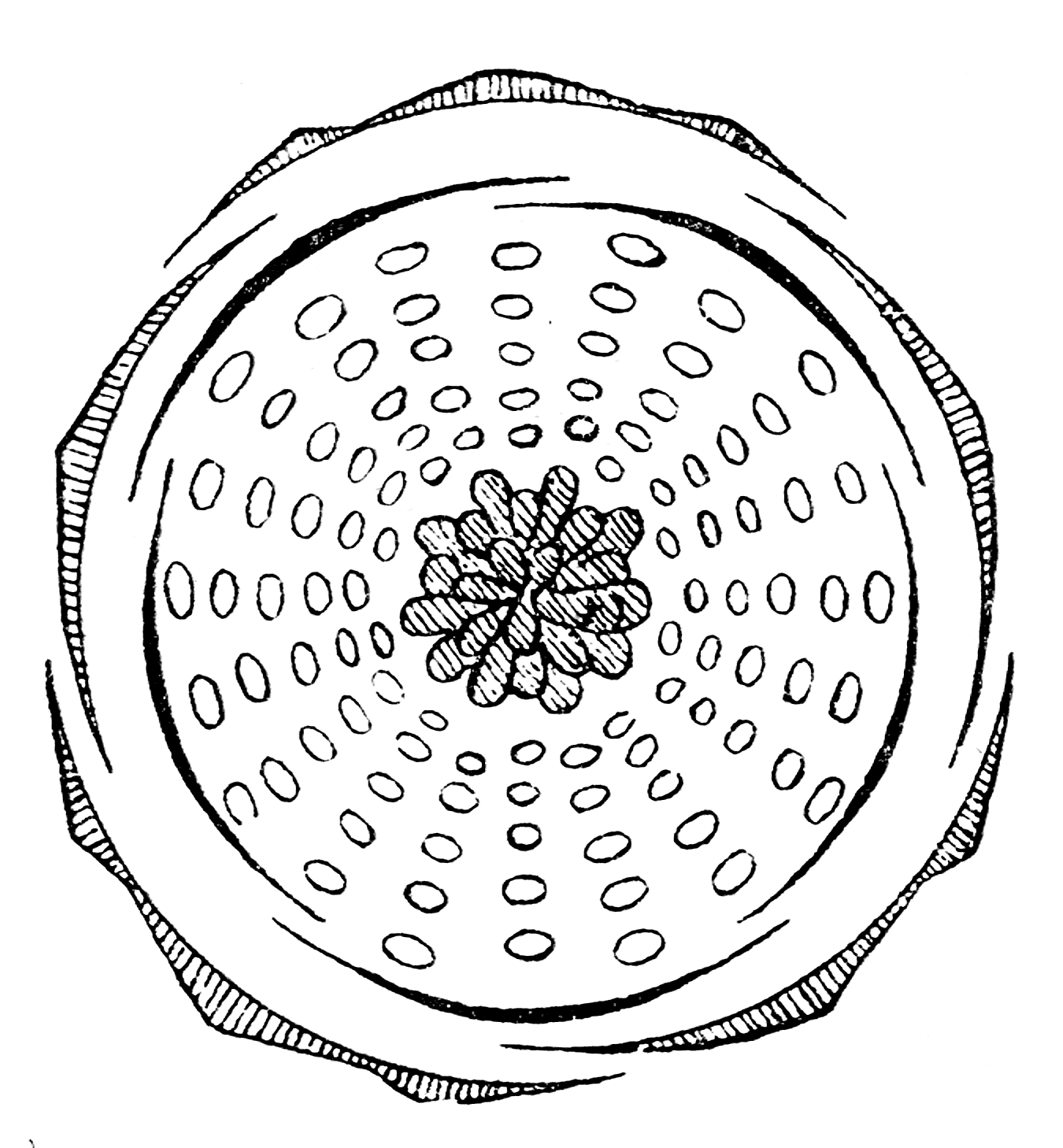
Blütendiagramm von Rosa tomentosa

Die gestielten bis sitzenden Blüten sind meist ansehnlich und häufig duftend. Die zwittrigen Blüten sind radiärsymmetrisch und meist fünfzählig mit doppelter Blütenhülle.
Es gibt fünf Kelchblätter, nur bei Rosa sericea vier. Die Kelchblätter sind meist lanzettlich, laubblattartig, ungeteilt oder es sind die beiden äußeren auf beiden Seiten und das mittlere auf einer Seite geteilt: fiederteilig, -schnittig oder -spaltig. Schon der Fruchtansatz kann behaart oder mit Drüsen besetzt sein, es sind aber noch Saisonaleffekte (wie Abrasion, Klimadynamik oder Austrocknung) zu berücksichtigen. Der Kelchblattanhang ist nach der Blüte zurückgeschlagen, abstehend oder aufgerichtet, intermediaere Ausbildungen möglich. Zur Fruchtreife ist er oft bereits abgefallen, abfallend (nicht mehr vollzählig erhalten), oder krönt die Frucht noch bis ins folgende Frühjahr.
Der Durchmesser der Blütenkrone beträgt meist 3 bis 7 Zentimeter, kann aber auch zwischen 1 und 10 Zentimeter liegen. Die fünf (bei einer Art oder Taxon vier) Kronblätter sind hinfällig, ihre Farbe ist meist rosa bis rot, oder weiß, seltener gelb, etwa bei nicht-mitteleuropäischen Arten und Kulturrosen. Bei weiteren Kulturformen ist die Blüte durch Umwandlung von Staubblättern in Kronblätter gefüllt.

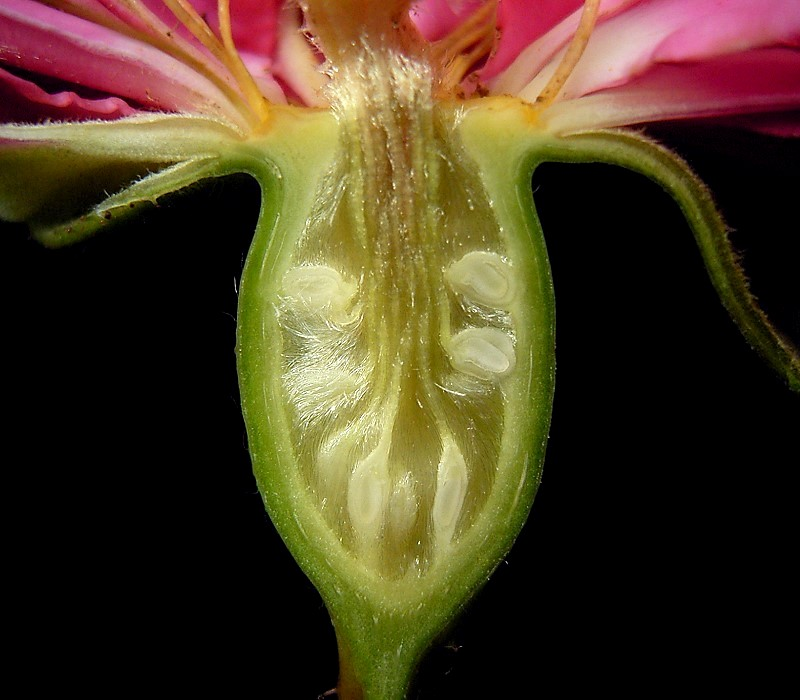
Längsschnitt durch den Blütenbecher; im oberen Bereich der Griffelkanal, durch den die Griffel nach außen ragen

Der je nach Art unterschiedlich geformte Blütenbecher ist mehr oder weniger tönnchenförmig, drüsig oder drüsenlos, manchmal stachelborstig. Sein oberer Bereich ist schon zur Blütezeit verengt und als Diskus ausgebildet; er ist dem nektarbildenden Drüsenring anderer Gattungen homolog, bildet jedoch nur bei wenigen Rosenarten Nektar. In der Mitte des Diskus öffnet sich der Griffelkanal, durch ihn treten die Griffelbündel ins Freie, die Narbenköpfe stehen hier halbkugelig bis straußförmig. Sie können dem Diskus aufliegen oder deutlich über ihn hinausragen.
Die Anzahl der Staubblätter ist bei den Rosen wie bei vielen Rosengewächsen durch sekundäre Polyandrie erhöht, es sind meist 50 bis 200, selten 20 bis 265 vorhanden. Sie stehen vor den Kronblättern (epipetal) und setzen am Rande des Blütenbechers an. Die Staubbeutel (fachsprachlich auch Anthere, griechisch-lateinisch Anthera; mittellateinisch, bezogen auf die Staubbeutel von Rosen, auch Antera) sind nach innen gerichtet, von gelber bis oranger oder brauner Farbe. Die Staubfäden haben meist eine davon abweichende Färbung und sind oft weiß oder strohgelb. Der Pollen ähnelt im Aufbau stark dem Pollen von Rubus: Das Pollenkorn hat drei Furchen (tricolpat), seine Oberfläche ist rugulat-striat (hat kürzere bis längere, mehr oder weniger parallel laufende Rippen), im Gegensatz zu Rubus jedoch ein Operculum. Der Rosenpollen ist bei vielen Arten größer als 25 Mikrometer. Nur ein Teil des Pollen ist fertil, besonders in der Sektion Caninae sind verformte, geschrumpfte Pollenkörner häufig.
Es gibt zahlreiche, nicht verwachsene Fruchtblätter. Ihre Zahl liegt meist zwischen 10 und 50, kann aber auch 4 bis 140 betragen. Sie sitzen am Grund oder an der Wand des Blütenbechers, oder sind kurz gestielt. Jedes Fruchtblatt trägt ein bis zwei Samenanlagen. Der Griffel setzt seitlich oder selten endständig an. Die Griffel sind frei, bei wenigen Arten sind sie miteinander verwachsen. Die Narbe ist kopfig, behaart oder kahl.

### Früchte

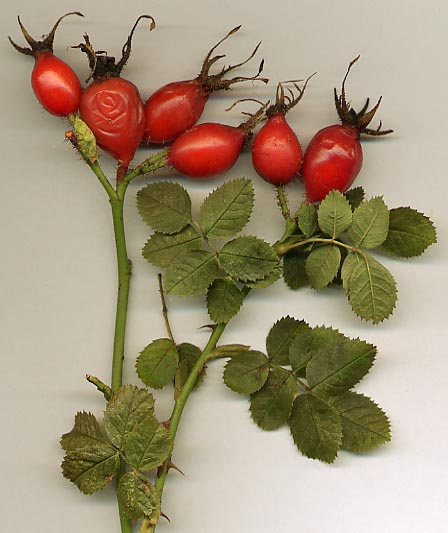
Zweig und Hagebutten der Wein-Rose (Rosa rubiginosa)

Die Frucht der Rosen ist die Hagebutte, sie ist eine Sammelnussfrucht. Einzelfrüchte sind dabei einsamige Nüsschen von weißgelber bis brauner Farbe. Sie sind vom mehr oder weniger fleischigen, vergrößerten Blütenbecher umgeben, der innen oft behaart ist. In reifem Zustand ist die Hagebutte von einiger Bestimmungwichtigkeit, aber durchaus noch stark veränderlich (z. B. durch Frosteinfluss). Sie kann sich fleischig bis ledrig, weich oder hart anfühlen. Dabei sind mehrere Merkmale oft nicht gleichzeitig untersuchbar. Die Früchte können sich ungewöhnlich lange an der Pflanze halten oder zu früh abfallen. Deshalb ist die Fruchtreife durch ausgereifte oder wenigstens angefärbte, häufig rote bis orange, in seltenen Fällen braune bis schwarze Hagebutten erkennbar.
Die Einzelfrucht – das Nüsschen, oft als „Kern“ bezeichnet – ist meist 3 bis 6 (2,5 und 8) Millimeter lang, zwischen 2,5 bis 3,5 (2 bis 6) Millimeter breit, stark behaart bis annähernd kahl. Die Anzahl der Nüsschen liegt bei mitteleuropäischen Arten meist zwischen 10 und 30 pro Hagebutte, selten zwischen 1 und 45. Bei Rosa rugosa sind es über 100, bei Rosa clinophylla bis 150. Die Anzahl hängt auch von der Art der Samenbildung ab: Die Zahl sinkt von echter Fremdbefruchtung, Nachbarbefruchtung über Selbstbefruchtung bis zur Apomixis, bei der die wenigsten Samen gebildet werden. Die Nüsschen werden durch Zerfall der Hagebutte im Winter bis Sommer des Folgejahres frei oder durch die Zerstörung oder Aufnahme der Hagebutte durch Fructivoren verbreitet.

## Zellbiologie
Die Chromosomengrundzahl der Rosen beträgt x = 7. Davon ausgehend gibt es eine Ploidiereihe mit 2n = 14, (21), 28, 35, 42 und 56. In Mitteleuropa sind diploide Arten selten: Von den etwa 33 Arten sind z. B. vier diploid, fünf tetraploid, acht pentaploid, elf haben mehr als eine Ploidiestufe und von drei Arten ist die Ploidiestufe noch nicht bekannt. Die einzige sicher oktoploide Art in Europa ist Rosa acicularis, die aber abweichend in Teilen n-, di-, tetra- oder hexa|(poly-)|ploid sein kann. Die oktoploiden Formen sind auf den hohen Norden beschränkt (Jakutien). Mehrere Ploidiestufen sind besonders in der Sektion Caninae verbreitet. Triploid sind nur Hybride.
Abweichungen von den artüblichen Chromosomenzahlen (Aneuploidie) sind bei den Wildformen selten, werden aber bei kultivierten Pflanzen regelmäßig beobachtet. In der Sektion Caninae kommt eine spezielle Form der Meiose vor, die Canina-Meiose.

## Ökologie

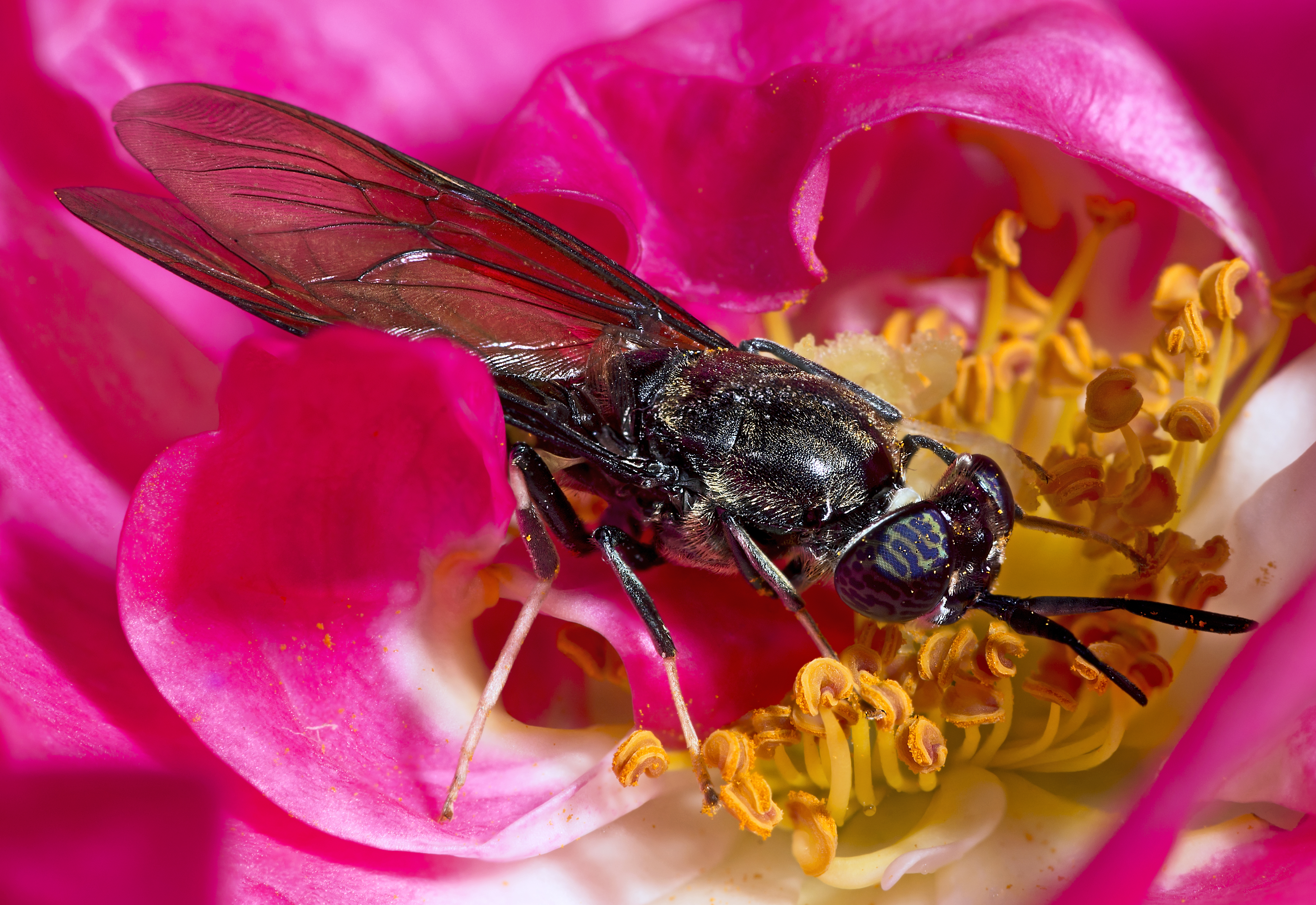
Soldatenfliege (Hermetia illucens) in einer Rosenblüte

### Blütenökologie
Die Rosen sind trotz ihrer großen, farblich wie geruchlich auffallenden Blüten nur eingeschränkt insektenblütig (entomogam): Es wird nur in Einzelfällen Nektar produziert. Blütenbesucher sind vorwiegend pollensammelnde Insekten. Zu ihnen zählen Vertreter aus verschiedenen Insektengruppen:
- Käfer aus den Familien Weichkäfer (Cantharidae), Glanzkäfer (Nitidulidae), Stachelkäfer (Mordellidae), Speckkäfer (Dermestidae), Blattkäfer (Chrysomelidae), Bockkäfer (Cerambycidae), Prachtkäfer (Buprestidae) und der Unterfamilie Rosenkäfer (Cetoniinae)
- Zweiflügler aus den Familien Echte Fliegen (Muscidae) und Schwebfliegen (Syrphidae)
- Hautflügler aus den Familien Echte Bienen (Apidae) und Sandbienen (Andrenidae)
- Ohrwürmer (Dermaptera)
- Blasenfüße (Thripidae)

Als wichtigste Bestäuber werden die Fliegen und Schwebfliegen betrachtet. Eine große Zahl weiterer Organismen lebt deswegen vorangepasst an den Sträuchern, beispielsweise Spinnen (Arachnidae), wie die Krabbenspinne Synema globosum (Thomisidae).
Ebenfalls Anpassungen an die Selbstbestäubung (Autogamie) sind die Ausbildung eines weiten Griffelkanals und großer, wolliger Griffelköpfchen. Auch Apomixis kommt in der Gattung vor.

### Ausbreitung

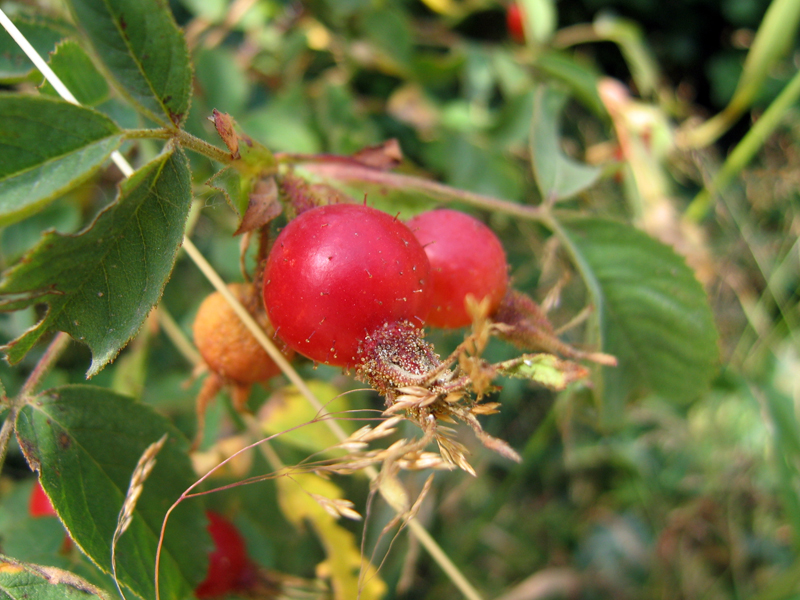
Reife Hagebutten von Rosa glutinosa

Die Hagebutten werden von vielen Tieren gefressen. Die Kerne passieren den Verdauungskanal unbeschadet (Endozoochorie). Besonders Vögel, aber auch Mäuse, Füchse und Menschen sind wichtige Ausbreiter. Kleine Säugetiere und Vögel verschleppen oft ganze Hagebutten, was dann zu Gruppenwuchs-/bildung ganzer Strauchgruppen führen kann. Die am Strauch überwinternden Hagebutten können jederzeit durch Niederschläge oder Hochwasser ausgebreitet werden.

### Krankheiten und Schädlinge

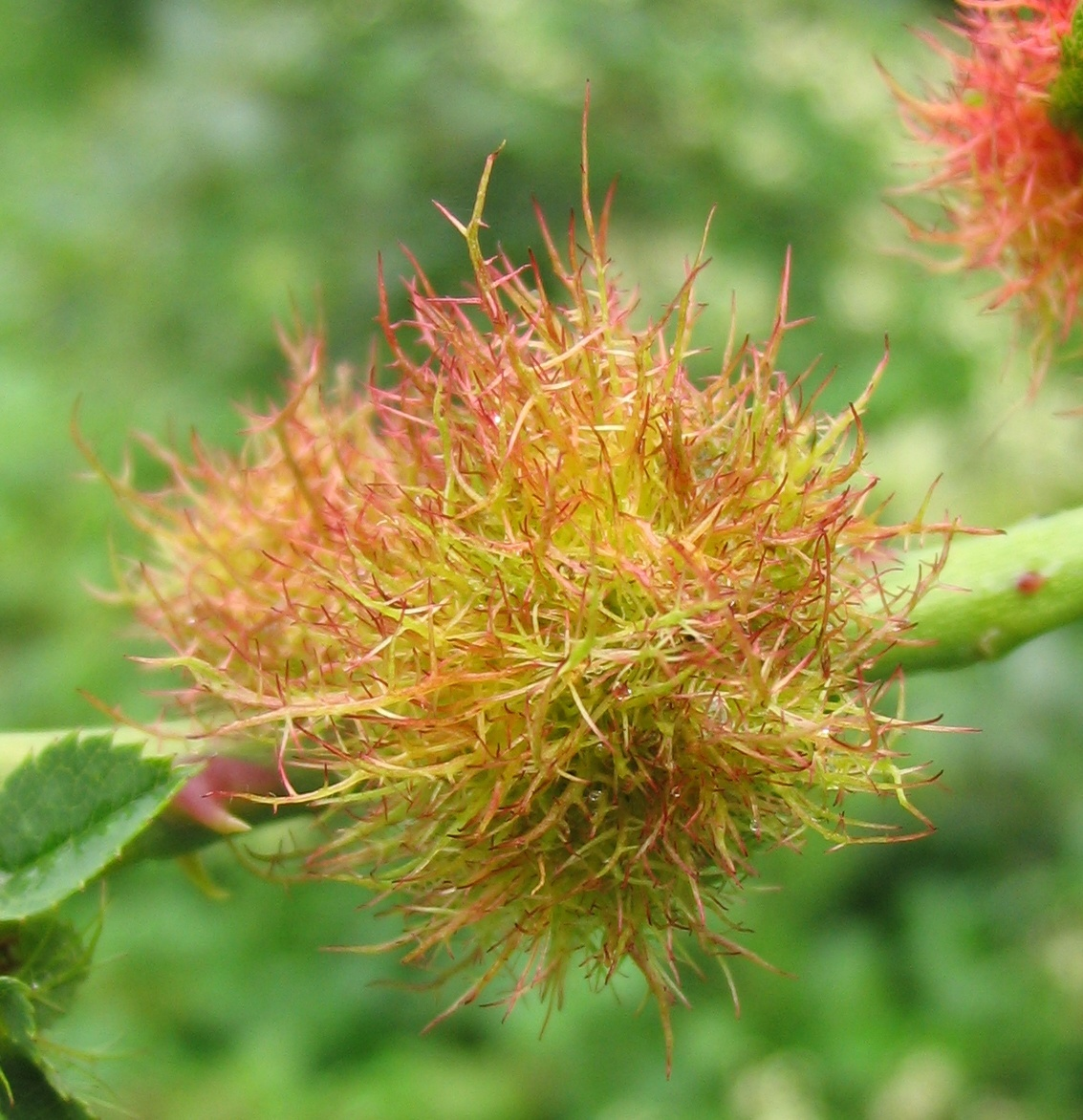
Galle („Schlafapfel“), verursacht von der Gemeinen Rosengallwespe

Bei Rosen gibt es eine Vielzahl von Krankheiten. Virenerkrankungen sind häufig, ebenso durch Agrobacterium tumefaciens ausgelöste Krebserkrankungen. Wichtige Pilzerkrankungen sind Grauschimmelfäule (Botrytis cinerea), Echter Rosentaupilz (Podosphaera pannosa) und Falscher Rosentaupilz (Peronospora sparsa). An Verletzungen bewirken die früher Obstbaumkrebs (Nectria galligena) genannten Wucherungen im Stammbereich Aufsehen. Von der Unzahl weiterer Pilze werden als die für Wildrosen in Mitteleuropa wichtigsten Arten Phragmidium mucronatum, Phragmidium tuberculatum, Sphaerotheca pannosa und weitere Asco-, sowie Basidiomyceten, angesehen.
Unter den Insekten gibt es ebenso eine Vielzahl von gattungs- und artspezifischen, cohabitierende Arten. Auffällig sind dabei verschiedenen Rosengallen, etwa die der Rosengallwespe (Diplolepis rosae), aber auch anderer Vertreter der Gattung Diplolepis. Ebenfalls Gallenbildner sind die Rosenblattgallmücke (Wachtliella rosarum) und die Gallmilbe Aceria rhodites. Vertreter der Echten Blattwespen (Tenthredinidae) höhlen Knospen, Gipfeltriebe und Zweige aus und lösen ebenfalls Gallen aus. Saugende Insekten und Milben können massenhaft auftreten: Große Rosenblattlaus (Macrosiphum rosae), Weiße Rosenschildlaus (Aulacaspis rosae) und die Rosenzikade (Edwardsiana rosae). Das Laub fressen etliche Käferarten aus den Gattungen Melolontha, Rhizotrogus, Phyllopertha und Hoplia. Wurzelfresser sind die Schnellkäfer Agriotes, Holzbohrer die Gattung Otiohrynchus.
Schmetterlingsraupen, die größere Schäden anrichten können, sind (nur bei Massenbefall) sind  Larven der Gattung Orgyia, Weißbindiger Rosenwickler (Croesia bergmanniana), Goldgelber Rosenwickler (Acleris roborana), sowie die Zwergminiermotten-Gattung Nepticula.
Daneben gibt es in den Sträuchern, oder in der Nähe von größeren Wuchsplätzen und dadurch gekennzeichneter Habitate weitere, zahlreiche Beutetiere suchende Cohabitanten oder Profiteure (Cokonsumenten) wie Schnäpper (Aves), Wiedehopfe und Falken, sowie phytisches Leben (Aufzählungen s. u. a. NLfB und weitere aktuelle Listen).

## Standorte

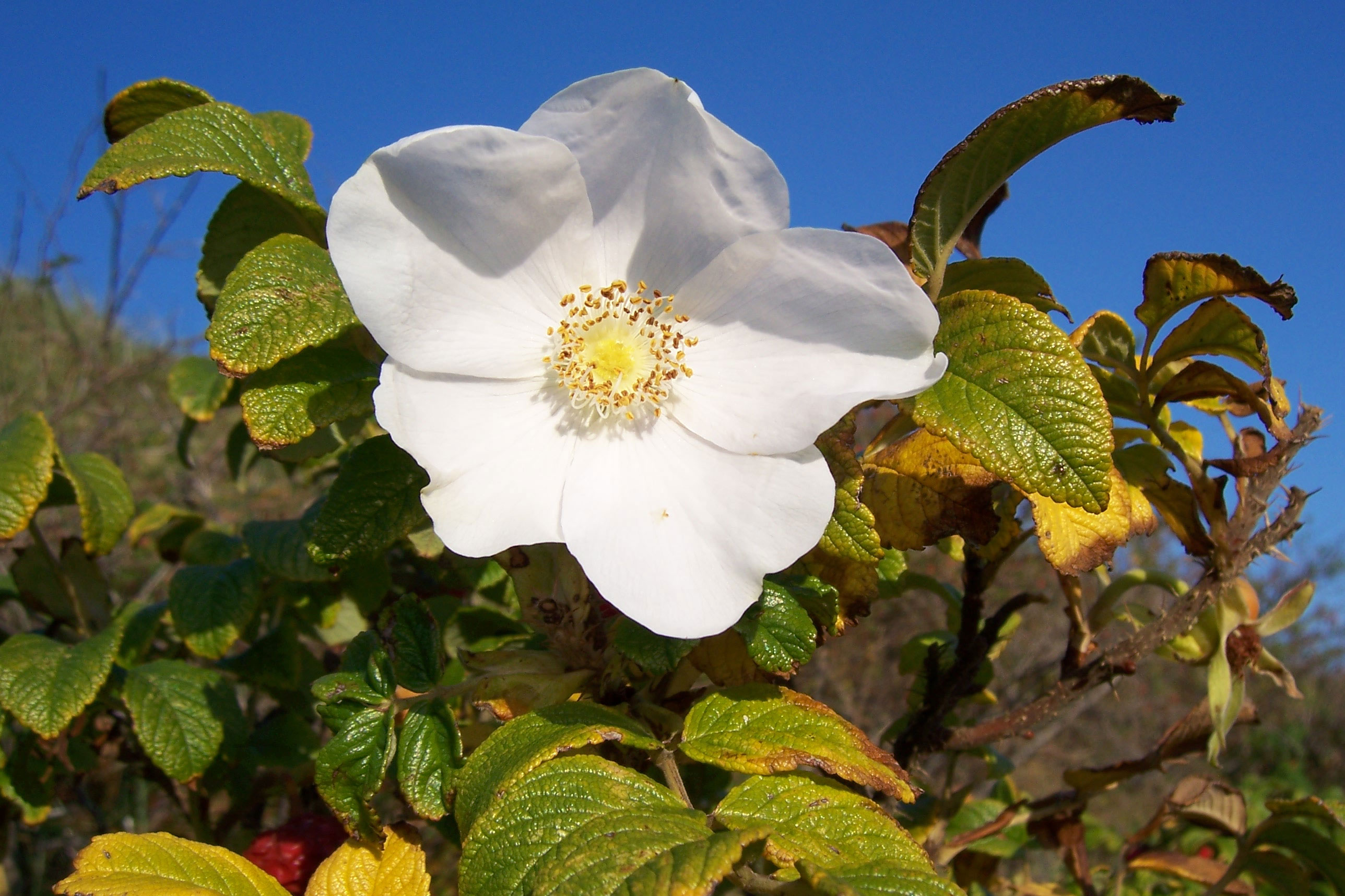
Die Kartoffel-Rose (Rosa rugosa) wurde im 19. Jahrhundert aus Ostasien nach Europa gebracht und hat sich seitdem hier ausgebreitet

Die meisten Wildrosen sind lichtbedürftig und gedeihen nur auf eher offenen Standorten. Nur wenige Arten gedeihen auch im Halbschatten oder Schatten. Die Temperatur ist für viele Arten von untergeordneter Bedeutung. Einige Arten (Rosa gallica, Rosa jundzillii, Rosa stylosa) gedeihen in wärmeren Lagen besser, Rosa pendulina eher in kühlen Gebirgslagen. Die meisten Arten bevorzugen frische Böden, einige auch trockene. Vernässte und sehr trockene Standorte werden gemieden. Die meisten Arten bevorzugen schwach saure bis schwach basische, meist kalkhaltige Böden, ohne als Basen- oder Kalkzeiger gelten zu können. Die Wildrosen meiden meist sehr stickstoffreiche Standorte.
Nach einer Schätzung gibt es in Mitteleuropa etwa 40 Arten. Zumindest die mitteleuropäischen Arten sind charakteristische Vertreter von Hecken, Waldsäumen und Strandwällen. Häufig treten sie in den Sukzessionsstadien bei der Wiederbewaldung auf, etwa als Gebüsche in Weiden. Die meisten rosenreichen Pflanzengesellschaften sind anthropogen entstanden. Gepflanzte Hecken enthalten häufig Neophyten wie die Kartoffel-Rose (Rosa rugosa) und nordamerikanische Arten der Sektion Carolinae.

## Systematik, botanische Geschichte und Verbreitung

### Taxonomie
Die Gattung Rosa wurde 1753 durch Carl von Linné in Species Plantarum, 1, Seite 491 aufgestellt. Typusart ist Rosa cinnamomea L. Der Gattungsname Rosa ist der lateinische Name für die Rose. Beide Bezeichnungen gehen auf die rekonstruierte indogermanische Wurzel *vrod oder *vard" zurück.

### Äußere Systematik
Die Gattung Rosa wurde traditionell als einzige Gattung der Tribus Roseae geführt. D. Potter et al. haben sie 2007 bei ihrer Revision der Familie Rosaceae zusammen mit Rubus in die neue Supertribus Rosodae gestellt.

### Verbreitung
Die Gattung Rosa war ursprünglich auf die Nordhalbkugel beschränkt, ist also ein holarktisches Florenelement. Sie kommt hier in allen drei gemäßigten Zonen vor: in der borealen, in der nemoralen und in der meridionalen Zone. Nach Süden hin reichen nur wenige Arten bis in die tropischen Gebirge: Rosa montezumae in Mexiko, Rosa abyssinica in Abessinien und Arabien, Rosa leschenaultiana im Südwesten Indiens, sowie Rosa transmorrisonensis und Rosa philippinensis auf Luzon. Im Norden reichen einige Arten bis an die arktische Waldgrenze und sogar bis über den Polarkreis: Nadel-Rose (Rosa acicularis), Zimt-Rose (Rosa majalis) und Weiche Rose (Rosa mollis). In Europa reichen die Rosen bis Island und Nordskandinavien. In China kommen etwa 95 Arten vor, 65 davon nur dort.
Es gibt nur eine Art, Rosa acicularis, die von Natur aus sowohl in Europa als auch in Nordamerika vorkommt. Nordamerikanische und asiatische Arten kommen in Europa als Neophyten vor, europäische in Nordamerika. Das Entfaltungszentrum sind die Gebirge Mittel- und Südwestasiens, dort haben auch die Stammarten der meisten Kulturrosen ihren Ursprung. Rosenartenreiche Gebiete in Mitteleuropa sind kalkreiche Gebirge in wärmeren Gebieten wie der Schweizer Jura oder den thüringischen Kalkhügelländern, aber auch die klimatisch günstigen Alpentäler wie Veltlin und Unterengadin.

### Innere Systematik

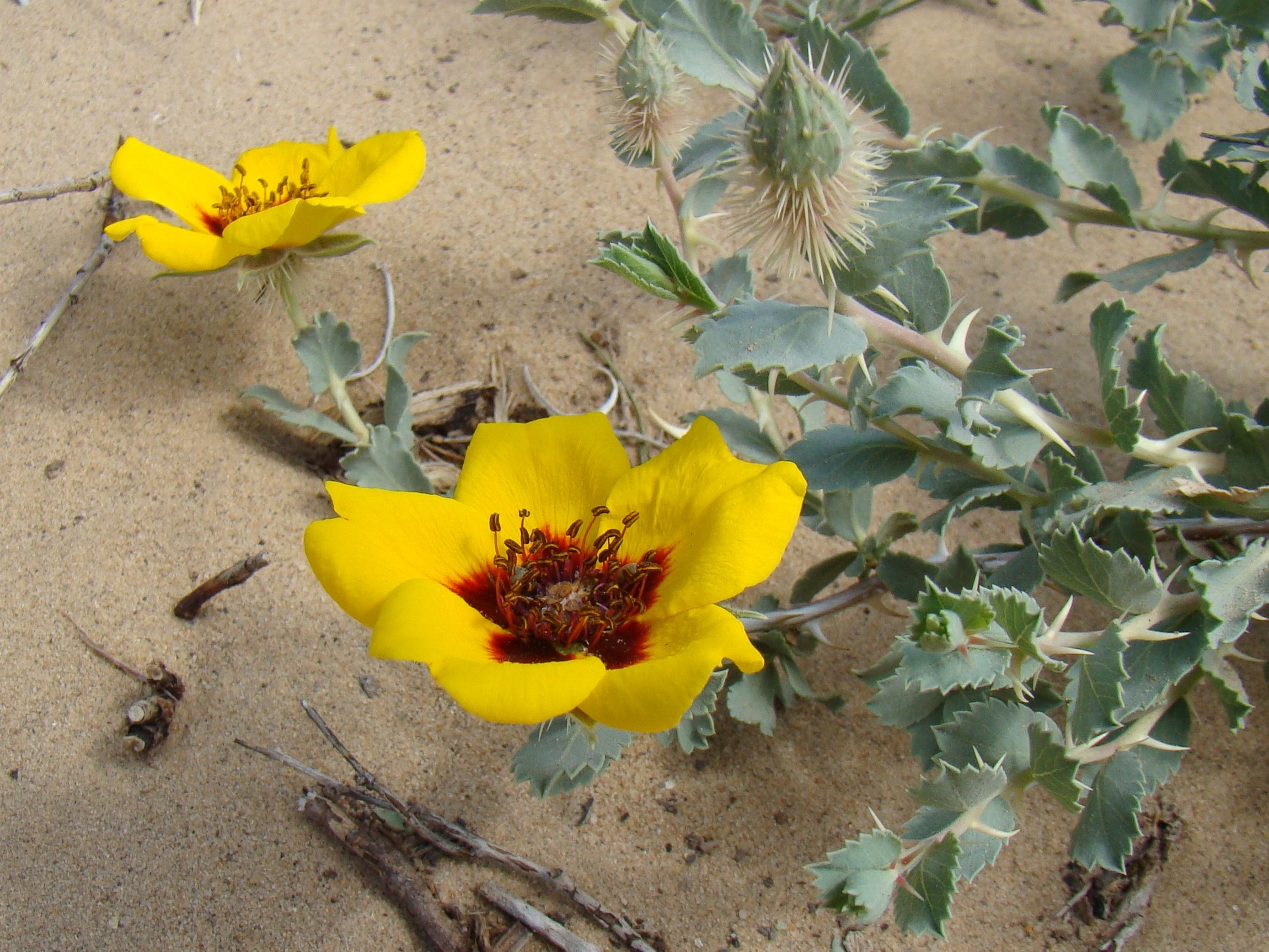
Untergattung Hulthemia: Persische Rose (Rosa persica)

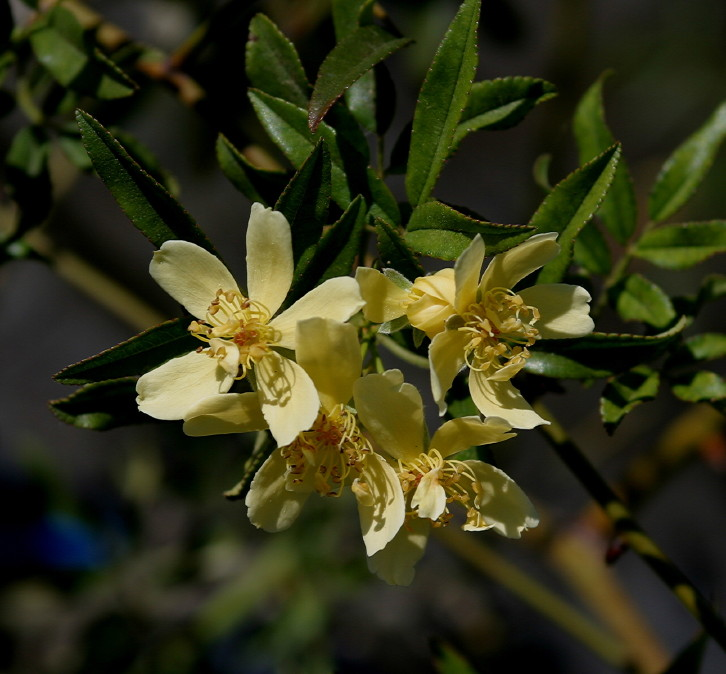
Untergattung Rosa Sektion Banksianae: Banks-Rose (Rosa banksiae)

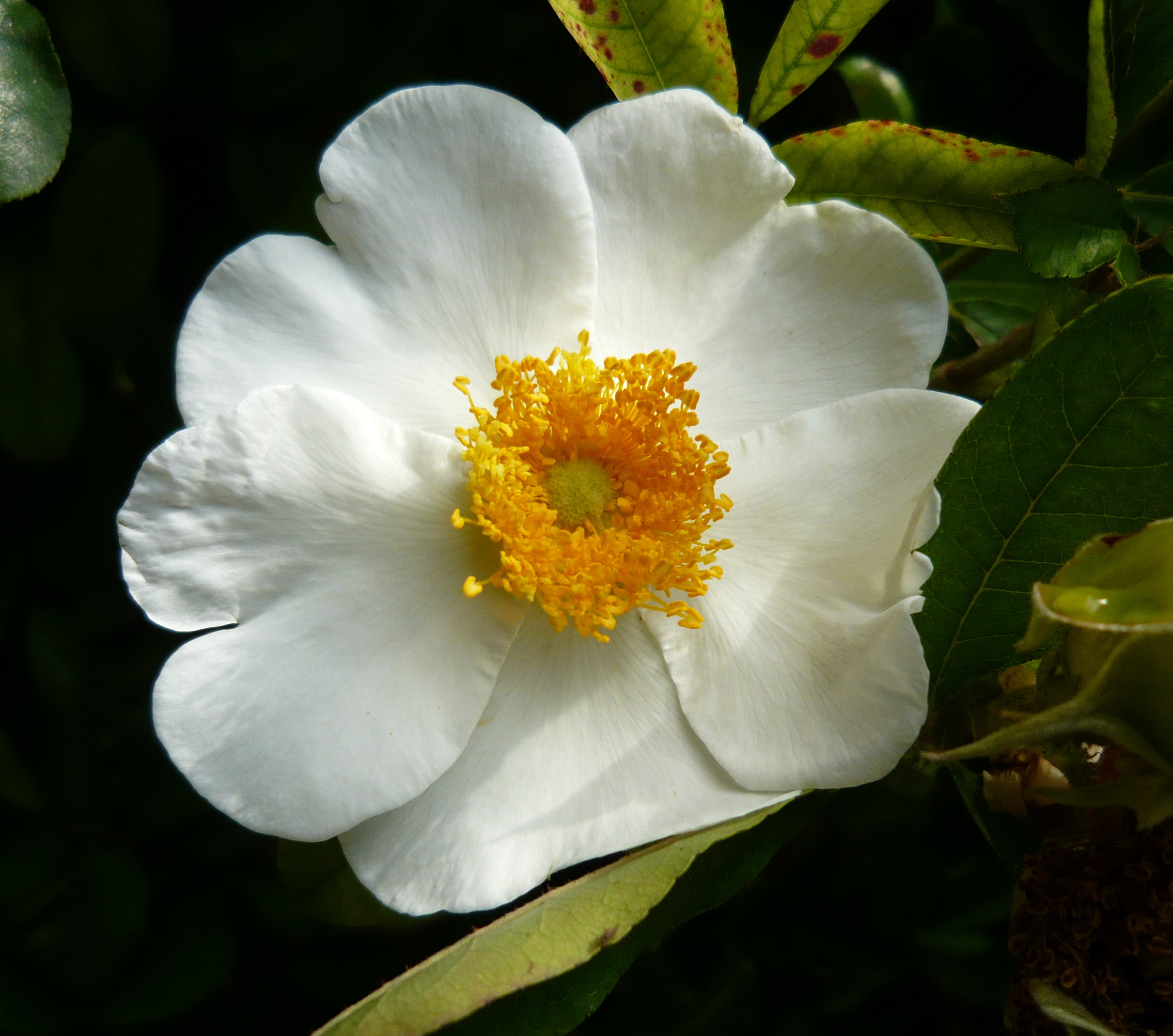
Untergattung Rosa Sektion Bracteatae: Fünfzählige Blüte von Rosa bracteata

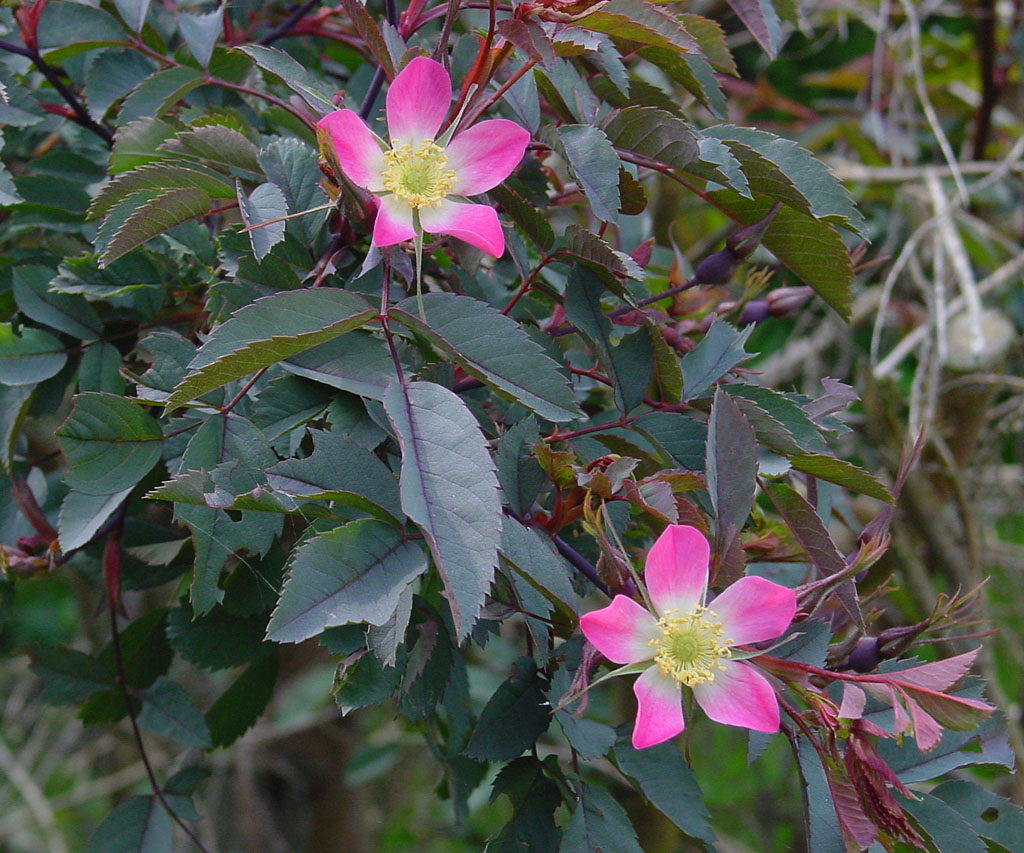
Untergattung Rosa Sektion Caninae: Rotblättrige Rose (Rosa glauca)

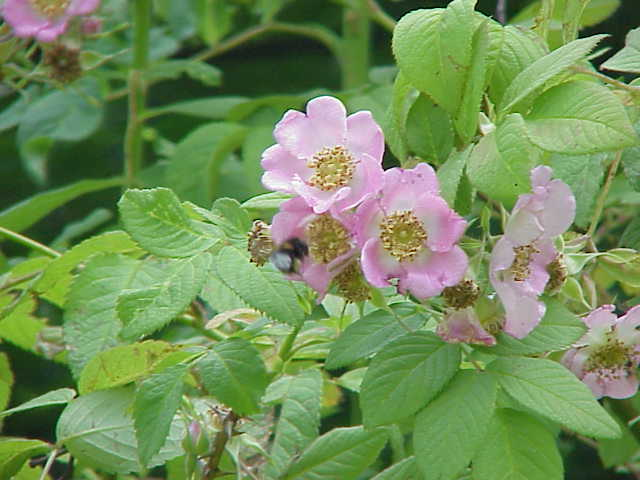
Untergattung Rosa Sektion Cinnamomeae: Rosa macrophylla

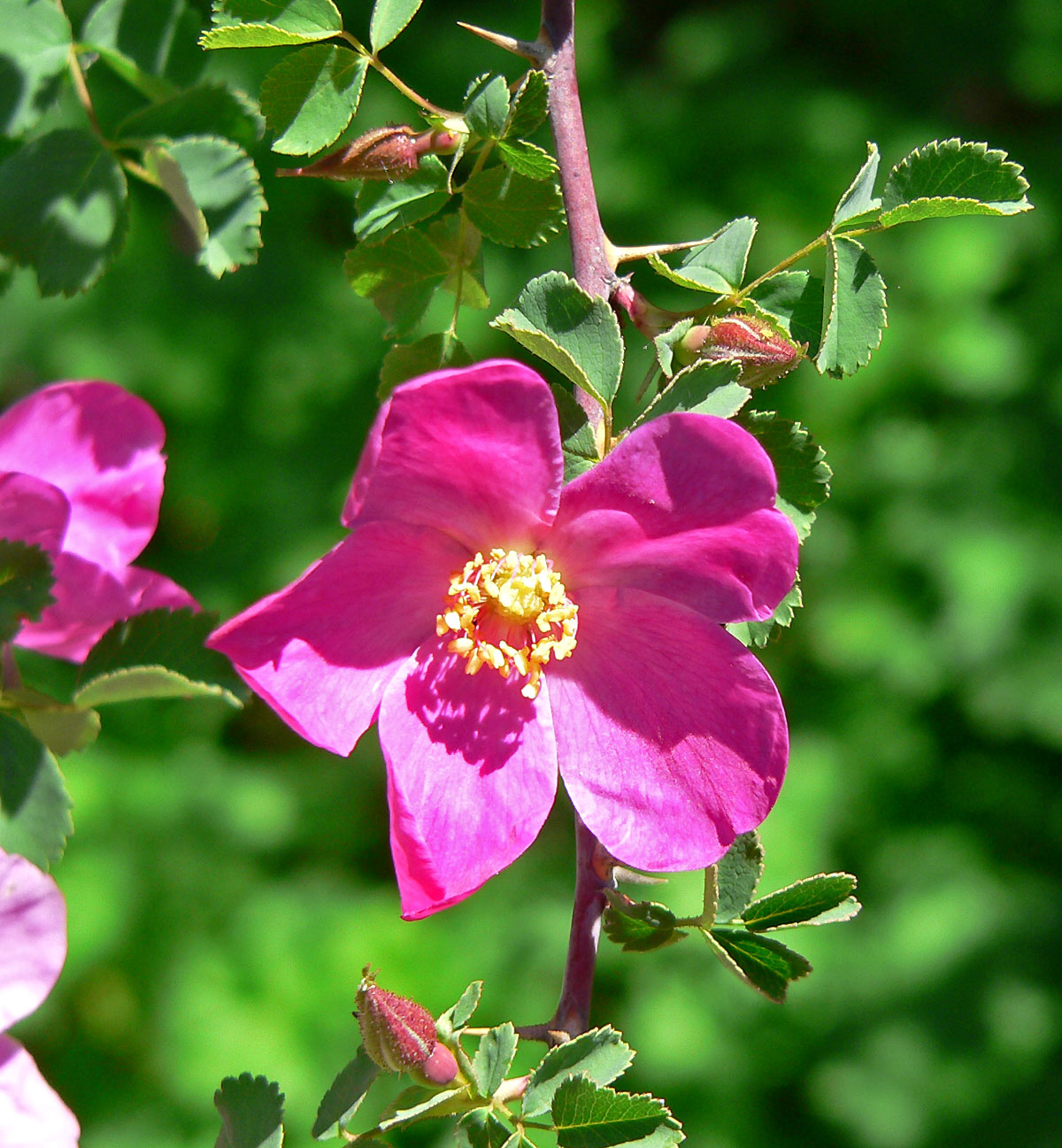
Untergattung Rosa Sektion Cinnamomeae: Willmotts Rose (Rosa willmottiae)

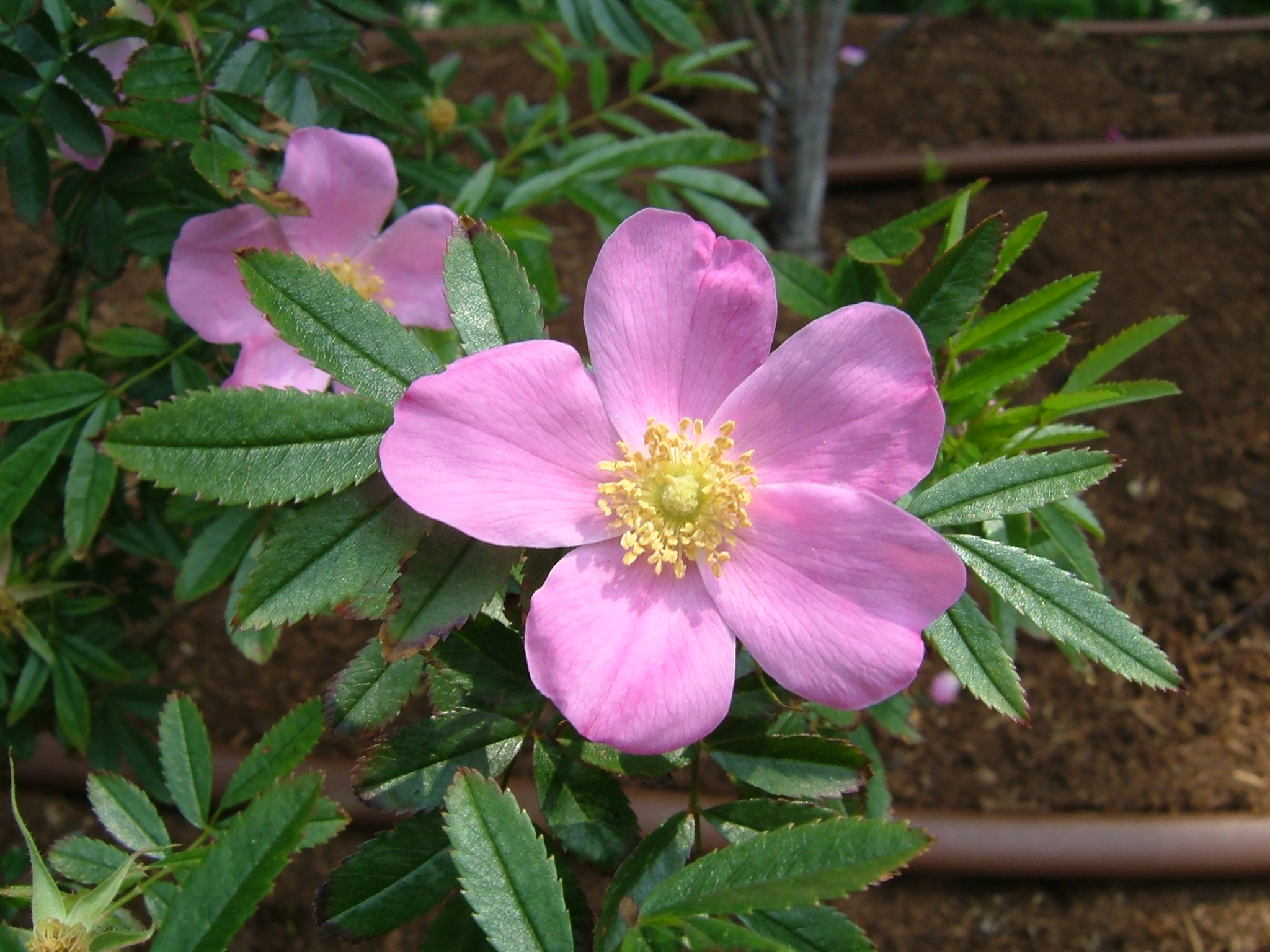
Untergattung Rosa Sektion Carolinae: Glanz-Rose (Rosa nitida)

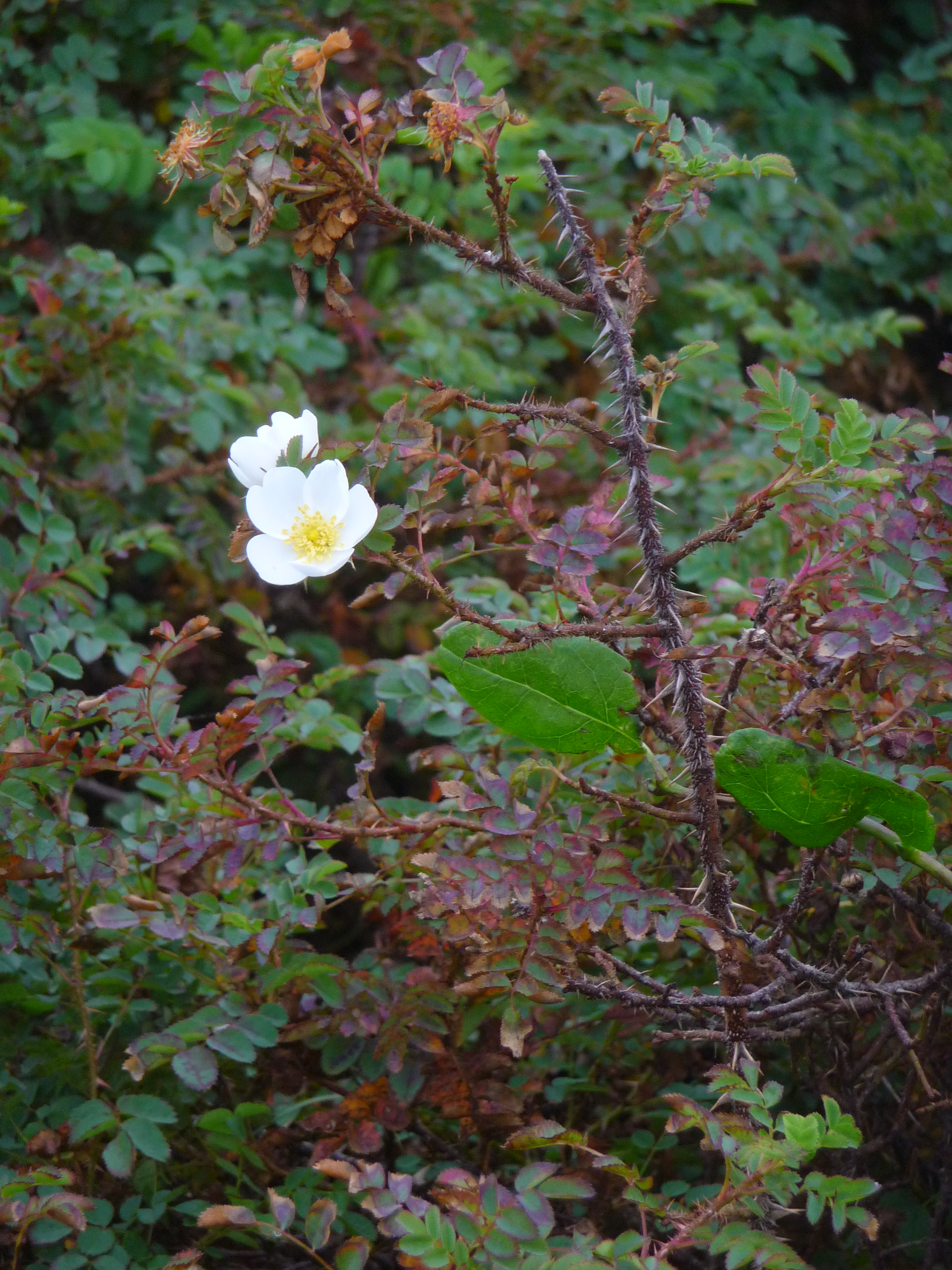
Untergattung Rosa Sektion Pimpinellifoliae: Bibernell-Rose (Rosa spinosissima)

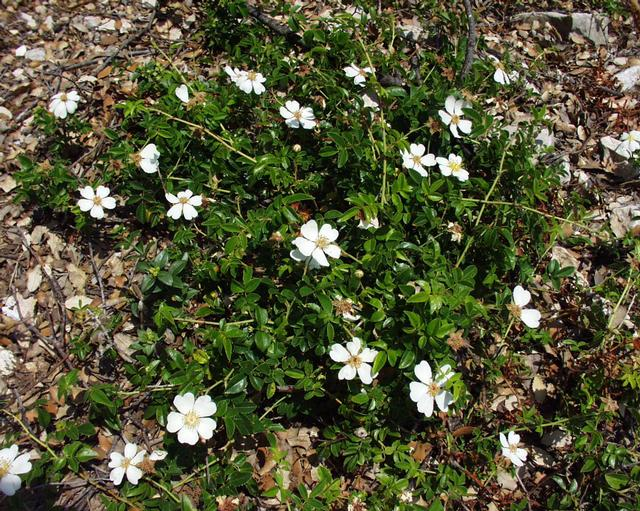
Untergattung Rosa Sektion Synstylae: Immergrüne Rose (Rosa sempervirens)

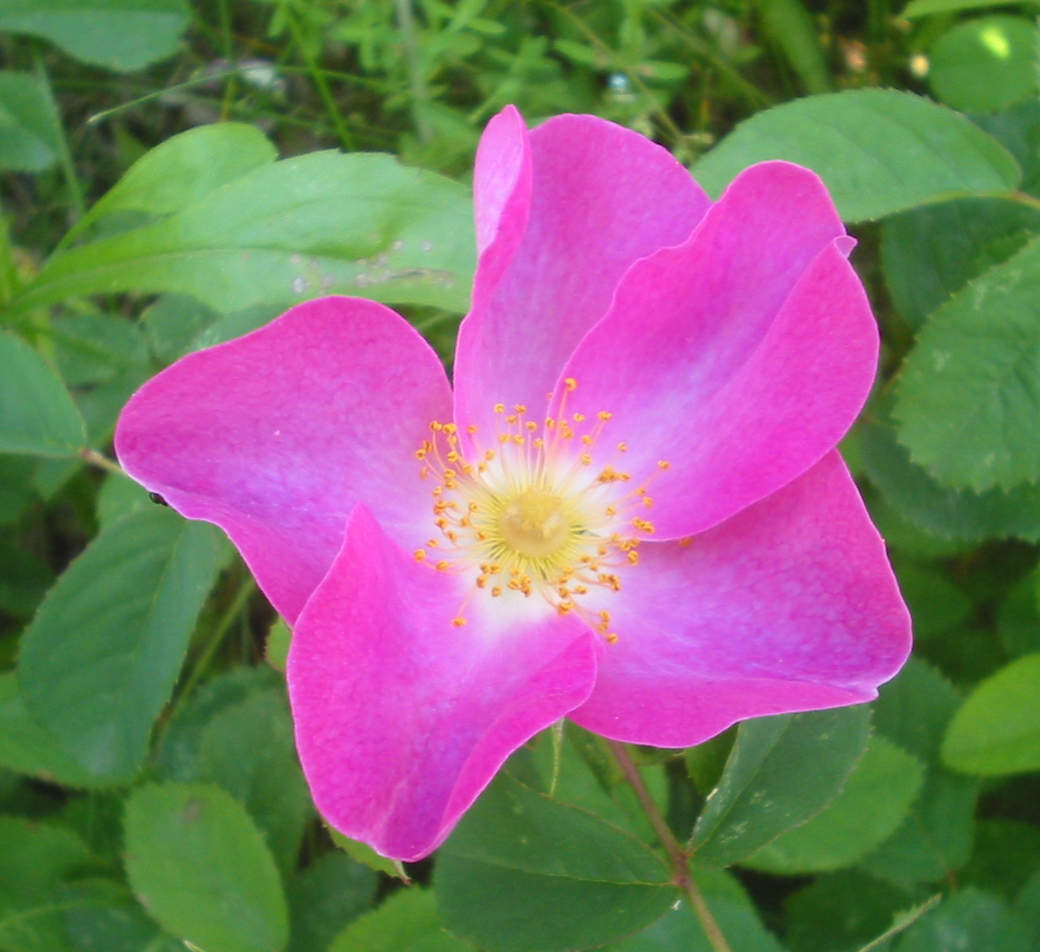
Untergattung Rosa Sektion Rosa: Essig-Rose (Rosa gallica)

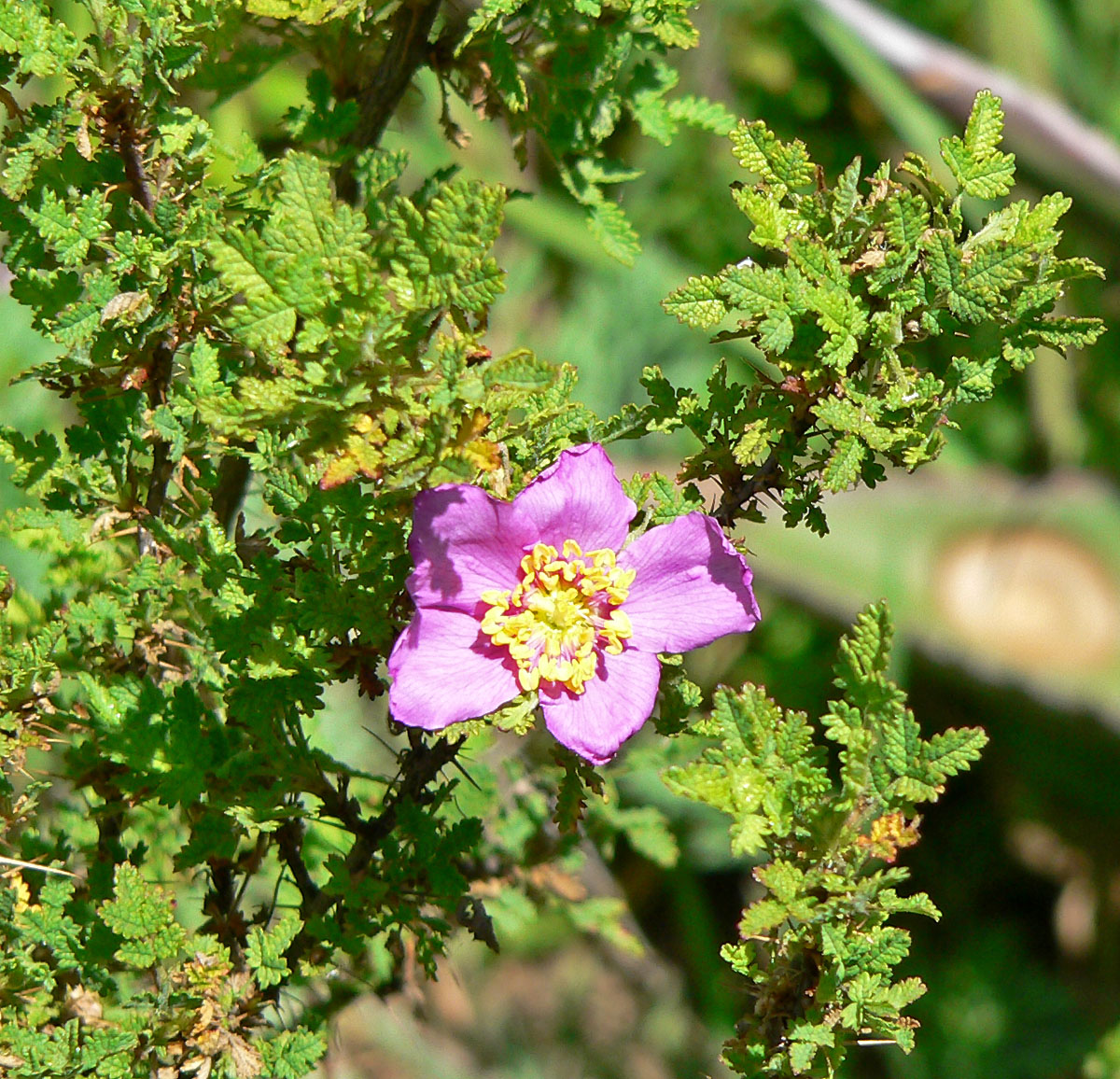
Untergattung Hesperhodos: Rosa minutifolia

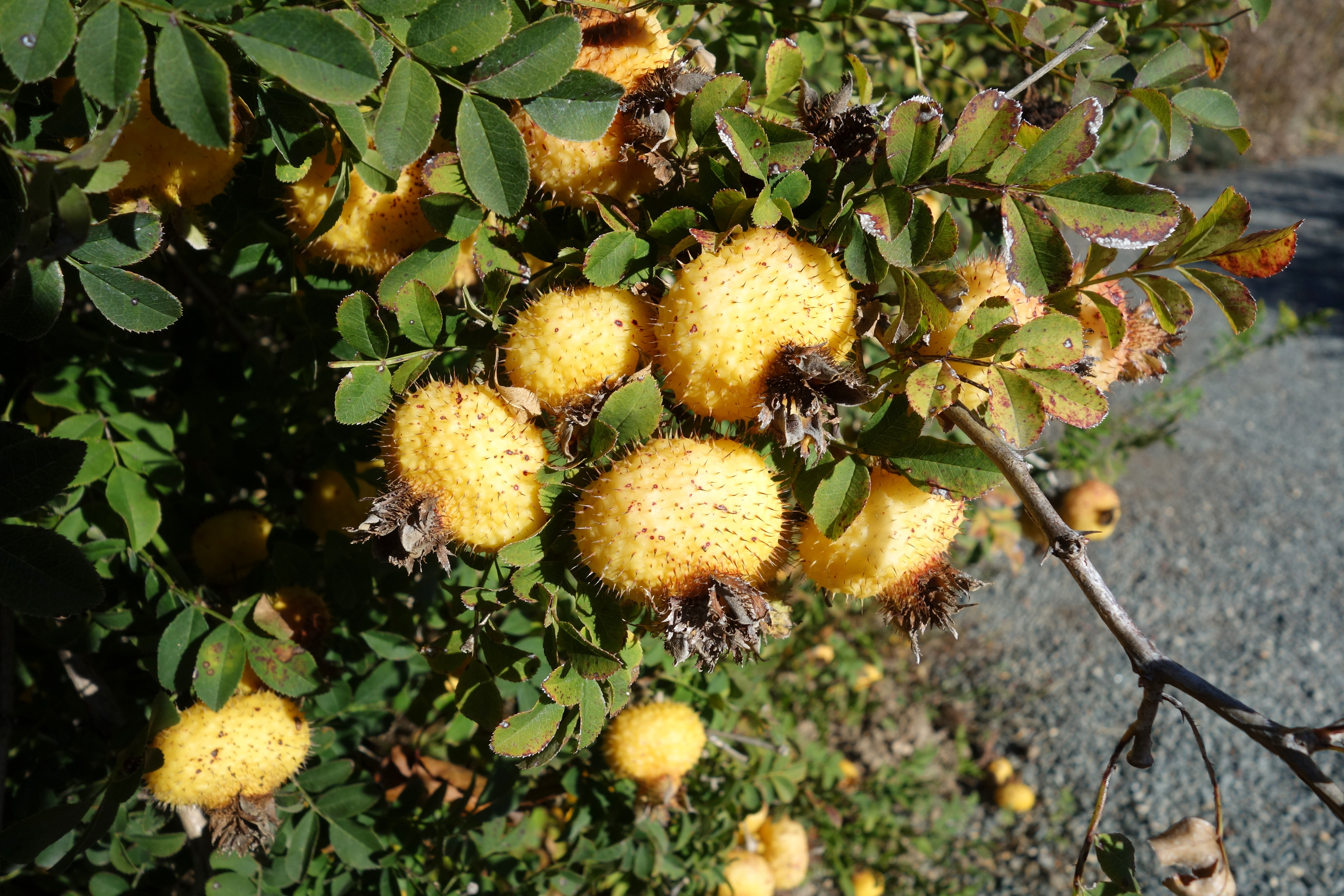
Untergattung Platyrhodon: Hagebutten von Rosa roxburghii

Die Gattung Rosa enthält je nach Autor etwa 100 bis 200 oder sogar 250 Arten.
Die Gattung Rosa wird in vier Untergattungen untergliedert, wovon eine weiter in Sektionen unterteilt ist. Angeführt werden die europäischen Arten nach Henker 2003 (eine Auswahl, Ergänzungen sind einzeln gekennzeichnet).
- Untergattung Hulthemia. Sie wird manchmal als eigenständige Gattung Hulthemia abgetrennt, ist aber nach molekulargenetischen Untersuchungen eindeutig Teil der Gattung Rosa.[4] Sie enthält nur die eine Art
  - Persische Rose (Rosa persica Michx. ex J.F.Gmel.)[10]: Sie ist in Zentralasien, Iran, Afghanistan und Westsibirien weitverbreitet.

- Untergattung Rosa (Syn.: Eurosa Focke):
  - Sektion Banksianae Lindl.: Sie enthält zwei Arten:[1]
    - Banks-Rose (Rosa banksiae W.T.Aiton): Sie gedeiht mit zwei Varietäten in Höhenlagen von 500 bis 2200 Metern in den chinesischen Provinzen Gansu, Guizhou, Henan, Hubei, Jiangsu, Sichuan sowie Yunnan.[1][11]
    - Rosa cymosa Tratt., taxonomischer Status ist jedoch umstritten.[4]: Sie kommt in China, Taiwan, Laos und Vietnam vor.[1]

  - Sektion Bracteatae Thory: Sie enthält zwei Arten
    - Macartney-Rose (Rosa bracteata J.C.Wendl.): Sie kommt mit zwei Varietäten im südlichen Japan, Taiwan und in den chinesischen Provinzen Fujian, Guizhou, Hunan, Jiangsu, Jiangxi, Yunnan sowie Zhejiang vor.[1]
    - Rosa clinophylla Thory, taxonomischer Status unklar[4]

  - Sektion Caninae: Es gibt etwa 60 Arten (siehe Hundsrosen).
  - Sektion Carolinae: Sie enthält sechs Arten in Nordamerika, bei manchen Autoren in die Sektion Cinnamomeae überführt.[12]
    - Eschen-Rose, Wiesen-Rose, Prärie-Rose, Dünen-Rose oder Carolina-Rose (Rosa carolina L.)[10]: Sie ist im östlichen und mittleren Nordamerika verbreitet.[11]
    - Glanz-Rose (Rosa nitida Willd.)[10]: Sie ist im östlichen Kanada und in Neu-England verbreitet.
    - Sumpf-Rose (Rosa palustris Marshall)[10]: Sie ist im östlichen Nordamerika verbreitet.
    - Virginische Rose (Rosa virginiana Mill.)[10]: Sie ist im östlichen Kanada und in den nördlich-zentralen bis östlichen USA verbreitet.[11]

  - Sektion Cinnamomeae (DC.) Ser.: Sie ist mit rund 85 Arten in Nordamerika, Asien und Europa (hier vier Arten) die größte Sektion:
    - Nadel-Rose (Rosa acicularis Lindl.)[10]: Diese boreale Art ist in Kanada, Alaska, USA, Asien, Nord- und Osteuropa weitverbreitet.
    - Prärie-Rose (Rosa arkansana Porter)[4]: Sie ist in Kanada und den USA weitverbreitet.
    - Rosa beggeriana Schrenk ex Fisch. & C.A.Mey.[4]: Sie ist in Iran, Afghanistan, Kasachstan, in der Mongolei und in den chinesischen Provinzen Gansu sowie Xinjiang weitverbreitet.[1]
    - Rosa bella Rehder & E.H.Wilson: Sie kommt in China vor.
    - Eschen-Rose oder Labrador-Rose (Rosa blanda Aiton)[10]: Sie ist in Nordamerika verbreitet.
    - Rosa caudata Baker: Sie kommt in der chinesischen Provinz Hubei vor.
    - Rosa davidii (auch Davids Rose) Crép.: Sie gedeiht in Höhenlagen von 1600 bis 3000 Metern in den zentralen und westlichen chinesischen Provinzen Gansu, Ningxia, Shaanxi, Sichuan sowie Yunnan.
    - Rosa davurica Pall.: Sie ist mit drei Varietäten in China, Japan, Korea, in der Mongolei und im östlichen Sibirien weitverbreitet.
    - Rosa laxa Retz.[4]: Sie ist im autonomen Gebiet Xinjiang, in der Mongolei, in Zentralsibirien und Zentralasien weitverbreitet.
    - Zimt-Rose (Rosa majalis Herrm.)[10]: Sie ist in Eurasien weitverbreitet.
    - Blut-Rose oder Mandarin-Rose (Rosa moyesii Hemsl. & E.H.Wilson): Sie gedeiht in Höhenlagen von 2700 bis 3800 Metern nur in den chinesischen Provinzen Sichuan sowie Yunnan.[1]
    - Kragen-Rose (Rosa multibracteata Hemsl. & E.H.Wilson): Sie gedeiht in Höhenlagen von 2100 bis 2500 Metern nur in den chinesischen Provinzen Sichuan sowie Yunnan.[1]
    - Alpen-Rose (Rosa pendulina L.)[10]: Sie kommt in Europa vor.
    - Kartoffel-Rose (Rosa rugosa Thunb.): Sie stammt aus Ostasien und ist in Europa eingebürgert.
    - Rosa sertata Rolfe[4]: Sie kommt mit zwei Varietäten in Höhenlagen von 1400 bis 2200 Metern in den chinesischen Provinzen Anhui, Gansu, Henan, Hubei, Jiangsu, Jiangxi, Shaanxi, Shanxi, Sichuan, Yunnan sowie Zhejiang vor.[1]
    - Rosa suffulta Greene[4]
    - Willmotts Rose (Rosa willmottiae Hemsl.[4]): Sie kommt mit zwei Varietäten in Höhenlagen von 1300 bis 3800 Metern in den westlichen chinesischen Provinzen Gansu, Qinghai, Shaanxi sowie Sichuan vor.[1]
    - Rosa woodsii Lindl.[4]: Sie ist von Alaska bis Mexiko verbreitet.

  - Sektion Indicae (Syn.: Rosa sect. Chinenses DC. ex Ser.): Sie enthält zwei oder drei Arten:
    - Chinesische Rose (Rosa chinensis Jacq.): Sie kommt in den chinesischen Provinzen Guizhou, Hubei sowie Sichuan vor.[1]
    - Tee-Rose (Rosa odorata (Andrews) Sweet): Sie in Myanmar, im nördlichen Thailand, nördlichen Vietnam und in der chinesischen Provinz Yunnan verbreitet.[1]
    - Großblütige Rose (Rosa gigantea Collett ex Crép.[4]): Sie ist im nordöstlichen Indien, Myanmar und in der chinesischen Provinz Yunnan verbreitet.

  - Sektion Laevigatae Thory: Sie enthält nur eine Art:
    - Cherokee-Rose (Rosa laevigata Michx.): Sie kommt in China und Taiwan vor.[1] In Nordamerika ist sie ein Neophyt.

  - Sektion Pimpinellifoliae DC. ex Ser.: Sie enthält etwa 15 Arten in Eurasien:
    - Rosa altaica Willd. (Syn.: Rosa spinosissima var. altaica (Willdenow) Rehder): Sie kommt in Sibirien und in Xinjiang vor.[4][1]
    - Rosa ecae Aitch.[4]: Sie kommt in Zentralasien, Afghanistan und Pakistan vor.
    - Fuchs-Rose (Rosa foetida Herrm.)[10]: Diese Kulturrose stammt aus Kleinasien bis nordwestlichen Himalaja.
    - Chinesische Dukatenrose (Rosa hugonis Hemsl.): Sie gedeiht in Höhenlagen von 600 bis 2300 Metern in den chinesischen Provinzen Gansu, Qinghai, Shaanxi, Shanxi sowie Sichuan.[1]
    - Rosa primula Boulenger[4]: Sie gedeiht in Höhenlagen von 800 bis 2500 Metern in den chinesischen Provinzen Gansu, Hebei, Henan, Shaanxi, Shanxi sowie Sichuan.[1]
    - Seiden-Rose (Rosa sericea Lindl.): Sie ist in Indien, Bhutan, Sikkim, Myanmar, Tibet und in den chinesischen Provinzen Guizhou, Sichuan sowie Yunnan verbreitet.[1] Zu dieser Art gehört auch die Varietät:
      - Omei-Rose (Rosa sericea var. omeiensis (Rolfe) G.D.Rowley)

    - Bibernell-Rose (Rosa spinosissima L.)[10]: Sie ist in Eurasien verbreitet und in Nordamerika ein Neophyt.

  - Sektion Synstylae DC.: Sie enthält 30 bis 35 Arten in Asien, Nordamerika, Afrika und Europa (zwei Arten in Deutschland):
    - Abessinische Rose (Rosa abyssinica R.Br. ex Lindl.): Sie ist die einzige auf Afrika beschränkte Rosen-Art.
    - Rosa anemoniflora Fortune ex Lindl.: Dieser Endemit gedeiht in Höhenlagen von 400 bis 1000 Metern nur in der chinesischen Provinz Fujian.[1]
    - Kriechende Rose (Rosa arvensis Huds.)[10]: Sie kommt in Europa und der Türkei vor.
    - Rosa brunonii Lindl.: Sie kommt in Sichuan, Tibet, Yunnan, Bhutan, im nördlichen Indien, in Kaschmir, Myanmar, Nepal und Pakistan vor.[1]
    - Rosa daishanensis T.C.Ku: Dieser Endemit kommt nur im Daishan Xian im nordöstlichen Zhejiang vor.[1]
    - Rosa deqenensis T.C.Ku: Sie kommt nur im nordwestlichen Yunnan vor.[1]
    - Rosa derongensis T.C.Ku: Sie kommt im westlichen Sichuan vor.[1]
    - Rosa duplicata T.T.Yu & T.C.Ku: Sie kommt in Tibet vor.[1]
    - Rosa filipes Rehder & E.H.Wilson: Sie gedeiht in Höhenlagen von 1300 bis 2300 Metern in Tibet und in den chinesischen Provinzen Gansu, Shaanxi, Sichuan sowie Yunnan.[1]
    - Rosa glomerata Rehder & E.H.Wilson: Sie kommt in Guizhou, Hubei, Sichuan und Yunnan vor.[1]
    - Rosa helenae Rehder & E.H.Wilson[4]: Sie ist in Thailand, Vietnam und in den chinesischen Provinzen Gansu, Guizhou, Hubei, Shaanxi, Sichuan sowie Yunnan verbreitet.[1]
    - Rosa henryi Boulenger: Sie kommt in den Provinzen  Anhui, Fujian, Guangdong, Guangxi, Guizhou, Henan, Hubei, Hunan, Jiangsu, Jiangxi, Shaanxi, Sichuan, Yunnan und Zhejiang vor.[1]
    - Rosa kunmingensis T.C.Ku: Sie kommt in Yunnan vor.[1]
    - Rosa kwangtungensis T.T.Yü & H.T.Tsai: Sie kommt in drei Varietäten in Fujian, Guangdong und Guangxi vor.[1]
    - Rosa langyashanica D.C.Zhang & J.Z.Shao: Sie kommt nur im östlichen Anhui vor.[1]
    - Rosa lasiosepala Metcalf: Sie kommt in Guangxi vor.[1]
    - Rosa lichiangensis T.T.Yu & T.C.Ku: Sie kommt nur im nordwestlichen Yunnan vor.[1]
    - Rosa longicuspis Bertoloni: Sie kommt in zwei Varietäten in  Guizhou, Sichuan, Yunnan und im nördlichen Indien vor.[1]
    - Rosa luciae Franchet & Rochebrune: Sie kommt in zwei Varietäten in China, Japan, Korea und auf den Philippinen vor.[1]
    - Rosa ludingensis T.C.Ku: Sie kommt im zentralen Sichuan vor.[1]
    - Rosa maximowicziana Regel: Sie kommt in Liaoning, Shandong, Korea und in Russlands fernem Osten vor.[1]
    - Rosa miyiensis T.C.Ku: Sie kommt im südlichen Sichuan vor.[1]
    - Vielblütige Rose (Rosa multiflora Thunb. ex Murray): Sie kommt in China, Taiwan, Japan und Korea vor.[1]
    - Orientalische Kletter-Rose (Rosa phoenicia Boiss.)[10]: Sie ist im östlichen Mittelmeergebiet verbreitet.
    - Rosa pricei Hayata: Sie gedeiht in Höhenlagen von 1500 bis 2000 Metern in Taiwan.[1]
    - Rosa rubus H.Lév. & Vaniot: Sie kommt in den chinesischen Provinzen Fujian, Gansu, Guangdong, Guangxi, Guizhou, Hubei, Jiangxi, Shaanxi, Sichuan, Yunnan und Zhejiang vor.[1]
    - Rosa sambucina Koidzumi: Sie kommt in Japan und in Taiwan vor.[1]
    - Immergrüne Rose (Rosa sempervirens L.)[10]: Sie kommt in Südeuropa, Nordafrika, Türkei und Syrien vor.
    - Prärie-Rose (Rosa setigera Michx.): Sie stammt aus Nordamerika.
    - Rosa shangchengensis T.C.Ku: Sie kommt nur im südöstlichen Henan vor.[1]
    - Rosa soulieana Crép.: Die vier Varietäten gedeihen in Höhenlagen von 2500 bis 3700 Metern in Tibet und in den chinesischen Provinzen Anhui, Chongqing, Sichuan sowie Yunnan.[1]
    - Rosa taiwanensis Nakai: Sie gedeiht unterhalb von 2500 Metern nur in Taiwan.[1]
    - Rosa transmorrisonensis Hayata: Sie ist in Taiwan und auf den Philippinen verbreitet.[1]
    - Rosa uniflorella Buzunova: Die Zwei Unterarten kommen nur im nordöstlichen Zhejiang vor.[1]
    - Rosa weisiensis T.T.Yu & T.C.Ku: Sie kommt nur im nordwestlichen Yunnan vor.[1]
    - Halbimmergrüne Kletter-Rose (Rosa wichuraiana Crép.): Sie stammt aus Ostasien.

  - Sektion Rosa (früher Rosa sect. Gallicanae DC.): Sie enthält nur eine Art:
    - Essig-Rose (Rosa gallica L.)[10]: Sie kommt in Europa und Vorderasien vor.

- Untergattung Hesperhodos: Sie enthält nur folgende zwei Arten aus Nordamerika:
  - Sacramento-Rose oder Sternförmige Rose (Rosa stellata Wooton)[10]: Es gibt drei Unterarten in den südwestlichen bis südlichzentralen USA:[13]
    - Rosa stellata subsp. abyssa A.M.Phillips: Dieser Endemit gedeiht in Höhenlagen von 1400 bis 2300 Metern Arizona nur in Coconino County sowie Mohave County.[13]
    - Rosa stellata subsp. mirifica (Greene) W.H.Lewis: Sie gedeiht in Kalksteingebieten in New Mexico nur in den Sacramento Mountains und White Mountains in Otero County und in Culberson County sowie Hudspeth County in den Guadalupe Mountains und Eagle Mountains im westlichen Texas.[13]
    - Rosa stellata Wooton subsp. stellata: Dieser Endemit gedeiht in Höhenlagen von 500 bis 700 Metern nur in den Organ Mountains und San Andres Mountains im Doña Ana County im südlichen-zentralen New Mexico.

- - Rosa minutifolia Engelm.[4]: Sie kommt in Kalifornien und in Baja California vor.[13]

- Untergattung Platyrhodon (Hurst) Rehder: Sie enthält nur eine Art:
  - Igel-Rose (Rosa roxburghii Tratt.): Sie ist in weiten Teilen Chinas und in Japan beheimatet.[1]

Die Arten sind sich sowohl in ihren morphologischen wie auch in molekulargenetischen Merkmalen sehr ähnlich. Viele Arten dürften erst im Holozän entstanden sein. Auch das häufige Vorkommen von Hybriden ist ein Zeichen für eine noch nicht abgeschlossene Artbildung. Kladistische Studien auf molekulargenetischer Grundlage ergeben keine gute Auflösung der Verwandtschaftsverhältnisse. Von den artenreicheren Sektionen dürfte nur die Caninae monophyletisch sein. Die Sektionen Carolinae und Cinnamomeae, sowie die Sektionen Synstylae und Indicae sind kladistisch nicht getrennt und werden neuerdings als jeweils eine Sektion geführt.
Der Großteil der Sippen wird heute von allen Forschern anerkannt. Unterschiedlich gehandhabt wird jedoch die Einordnung in eine Rangstufe. Die gleiche Sippe wird von unterschiedlichen Autoren oft als Unterart, Art, Sammelart oder Sammelart im weitesten Sinne eingestuft.
Ein Problem bei vielen Rosensippen ist, den gültigen wissenschaftlichen Namen zu eruieren. Zum einen wurde im 19. Jahrhundert eine Riesenzahl von Arten beschrieben, zum anderen sind die Originaldiagnosen häufig sehr kurz und unzureichend.
„Die Situation in der Nomenklatur der Wildrosen ist daher sehr verworren, und eine kompromißlose Durchsetzung der Prioritätsregeln hätte in einigen Fällen so weitreichende Konsequenzen, daß  selbst hartnäckige Verfechter dieser Regeln vor ihrer rigorosen Anwendung zurückschrecken müßten“ (Heinz Henker). Es werden daher die „seit langem verwendeten Namen“ (names in current use) benutzt, die jedoch vielfach noch nicht durch Auswahl von Neotypen oder durch die Erklärung zu nomina conservanda nomenklatorisch abgesichert sind.

## Florengeschichte

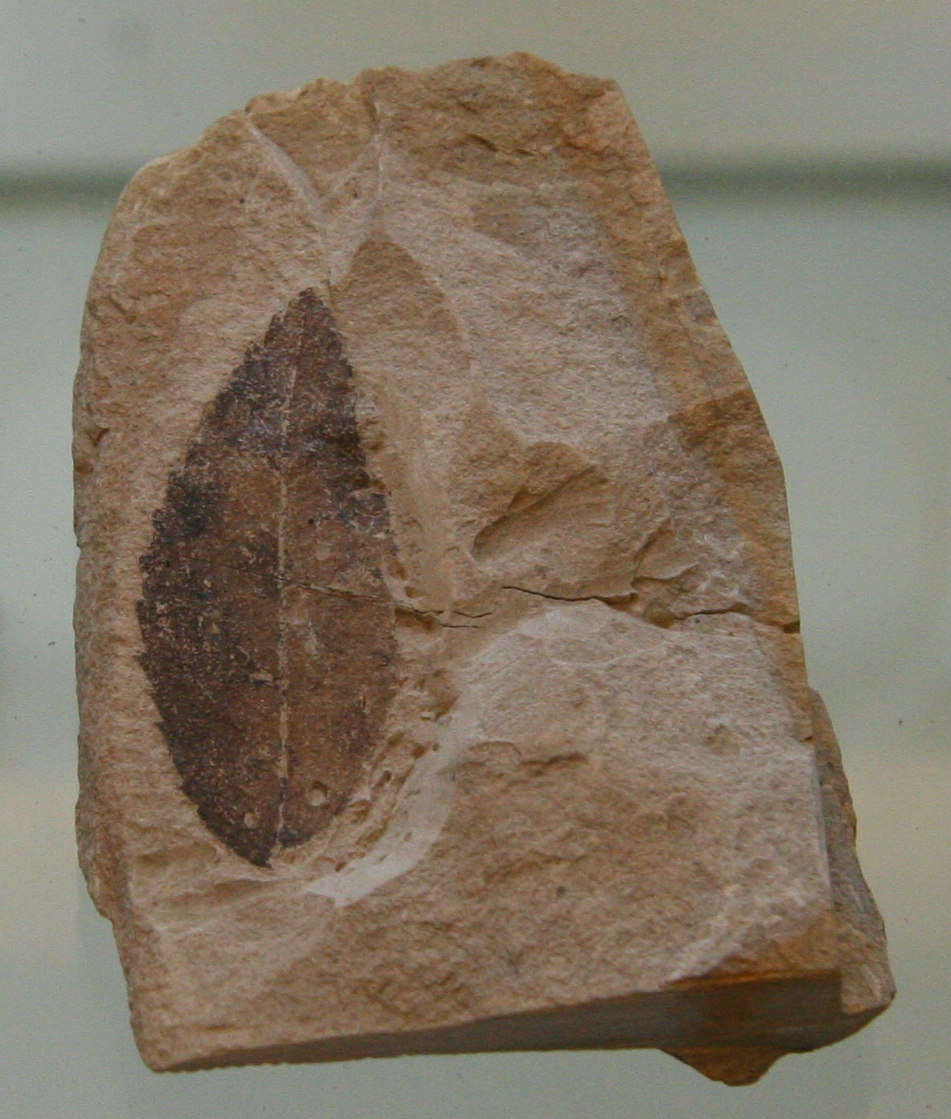
Fossiles Blatt von Rosa lignitum

Es gibt relativ wenige Fossilfunde, die eindeutig der Gattung Rosa zugeordnet werden können. Das gilt besonders für die frühesten Funde aus dem Paläozän-Eozän. In Europa sind Funde aus dem mittleren Oligozän bis Pliozän bekannt. Nüsschen sind ab dem unteren Oligozän bekannt. Wichtige europäische fossile Arten sind Rosa lignitum, Rosa bohemica und Rosa bergaensis.
Als Lichtpflanzen waren die Rosen im dicht bewaldeten Mitteleuropa auf Felshänge, Schotterfelder, Kliffe, Küstendünen und Strandwälle beschränkt, später wuchsen sie auch in Siedlungsgebieten und auf Waldweiden. Der Mensch förderte durch die ausgedehnten Rodungen demnach indirekt die Rosen. In den letzten Jahrzehnten ist diese positive Entwicklung durch Intensivierung der Landwirtschaft, Bodenversiegelung und die Aufgabe extensiver Nutzungen umgekehrt worden. Viele Rosenarten sind inzwischen gefährdet oder vom Aussterben bedroht.
Verwilderte und angesalbte Kulturrosen drohen die Rosenflora Europas nachhaltig zu verändern. Das bis dato einzige Beispiel einer dauerhaften Einbürgerung ist die Kartoffel-Rose (Rosa rugosa). Etliche mitteleuropäische Wildrosen wurden in anderen Gebieten eingebürgert; am weitesten verbreitet ist davon Rosa rubiginosa, die inzwischen in Australien, Neuseeland, Nord- und Südamerika sowie Südafrika vorkommt.

## Forschungsgeschichte
Bereits Theophrastos von Eresos unterschied zwischen rhódon, den Rosen mit gefüllten Blüten, und kynosbatos, wilden Rosen. Aus dem antiken Rom und Ägypten gibt es eine große Zahl von Berichten über Rosen, meist über die Nutzung und ihre Kultur in Gärten. Die Abbildungen in den frühneuzeitlichen Kräuterbüchern sind meist nicht bestimmten Arten zuordenbar. Verbreitete und in Europa bekannte Rosenarten waren die Feldrose (Rosa arvensis), die Hundsrose (Rosa canina), die Zentifolie (Rosa centifolia) und die Essigrose (Rosa gallica).
Carl von Linné veröffentlichte zwölf Rosenarten. Seine Artdiagnosen sind allerdings so kurz, dass unklar ist, ob sie sich tatsächlich auf die heute mit diesen Namen bezeichneten Arten beziehen. Verkomplizierend ist die Tatsache, dass Linné manchmal dieselbe Art mehrfach unter verschiedenen Namen beschrieb, zum anderen auch einen bereits verwendeten Namen auf eine andere Art übertrug. Dies führt zum Teil heute noch zu nomenklatorischen Problemen.
Ab dem Ende des 18. und besonders im 19. Jahrhundert wurde eine Unzahl von Rosenarten beschrieben, die großteils auf geringen morphologischen Unterschieden beruhten. François Crépin (1869) verzeichnete 283 europäische Arten, Déséglise (1876) bereits 417 und Michel Gandoger über 4000.
Diese „analytische Periode“ der Rhodologie wurde ab 1873 durch die „synthetische“ Betrachtungsweise abgelöst, als das klassische Werk von Hermann Christ, Die Rosen der Schweiz mit Berücksichtigung der umliegenden Gebiete Mittel- und Süd-Europas. Ein monographischer Versuch erschien. Christ beschränkte die Artenzahlen darin auf 34 und ordnete diese in Sektionen und Subsektionen.
R. Kellers Mammutwerk Synopsis Rosarum spontanearum Europaea Mediae von 1931 führte auf 795 Seiten die von Keller anerkannten 24 europäischen Rosenarten mit einer Unzahl von Varietäten und Formen auf.
Etwa zeitgleich entstand ein weiteres Rosenlexikon, das von August Jäger in Uftrungen in den Jahren 1920 bis 1936 zusammengestellt wurde. Die Publikation wurde durch den Zweiten Weltkrieg unterbrochen. Das Werk, in dem auf 768 Seiten 17.000 Rosenarten verzeichnet sind, wurde 1960 durch das Zentralantiquariat der DDR erstmals veröffentlicht.
Die nächste wichtige Bearbeitung der Gattung war die von I. Klášterský 1968 im Rahmen der Flora Europaea und verfolgte ein sehr enges Artkonzept. Moderne Nationalfloren folgen dabei entweder dem engen Konzept der Flora Europaea, dem weiteren von Christ und Keller oder noch weiteren. Aus diesem Grund sind nationale Forschungs- und Kartierungsergebnisse kaum miteinander vergleichbar.

## Kulturgeschichte und Heilkunde
Rosen spielen in vielen Kulturen eine bedeutende Rolle. In Persien gibt es seit Jahrtausenden Rosengärten (persisch: gulistane), in denen besonders Rosen mit gefüllten und stark duftenden Blüten wie Rosa gallica und Rosa damascena gezogen wurden. Die Rosen von Schiras in Iran sind durch Hafis in die Weltliteratur eingegangen. In Persien hat wahrscheinlich auch die Rosenölgewinnung ihren Ursprung. In China wird der Beginn der Rosenkultur in die Zeit des legendären Herrschers Shennong (2737–2697 v. Chr.) verlegt, entsprechende Aufzeichnungen sind allerdings sehr viel jüngeren Datums. Herodot schilderte im 5. Jahrhundert Rosengärten in Babylonien und in Thrakien die des Königs Midas. Aus Ägypten stammen erste Zeugnisse aus der Zeit Ramses II. († 1213 v. Chr.). Nach Griechenland kam die Rosenkultur wohl über Kleinasien und Thrakien. Homer erzählt in der Ilias von rosenbekränzten Waffen und der rosenfingrigen Morgenröte. Außerdem beschreibt er, wie Aphrodite den Leichnam Hektors mit Rosenöl salbt. Viele griechische Dichter nach ihm verherrlichten die Rose, Sappho war die erste, die die Rose „Königin der Blumen“ nannte. Im Römischen Reich erreichte der Rosenkult eine weitere Hochblüte. In der Kaiserzeit wurden Rosen in Glashäusern gezogen und aus Ägypten importiert.

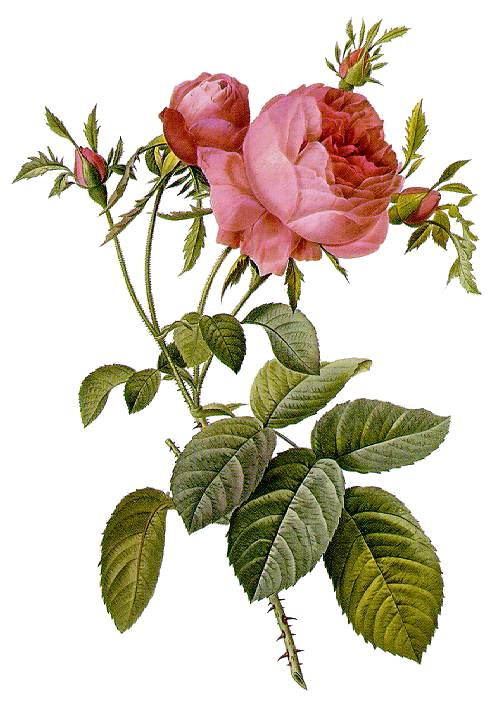
Rosa centifolia foliacea, Abbildung aus Pierre Joseph Redouté: Les Roses (1817–1824)

In Mitteleuropa wurden die heimischen Wildrosen von Kelten und Germanen genutzt, wie Hagebuttenfunde in Siedlungen zeigen.
Im Mittelalter wurde die Rose zunächst nur in Klostergärten als Heilpflanze gezogen. Dabei handelte es sich um die Apothekerrose Rosa gallica „officinalis“. Das Capitulare de villis Karls des Großen nennt die Rosen als anzubauende Heilpflanze, auch Hildegard von Bingen kennt sie als Heilpflanze. Im System der Humoralpathologie galt die Rose als kalt und trocken. Verwendet wurden die Rosenblüten bzw. Rosenblütenblätter – sogar deren Asche. Ab dem 11. Jahrhundert verbreiteten sich auch gefüllte Sorten, vornehmlich der Rosa gallica. Die orientalischen Gartenrosen gelangten vor allem durch die Araber, Osmanen und Kreuzfahrer nach West- und Nordeuropa. In den Kräuterbüchern finden sich viele Abbildungen von Rosen, die jedoch häufig nicht einzelnen Arten zuzuordnen sind.
Erst in der Renaissance und nach der Reformation wurden in Europa verstärkt die neuen Kulturrosen kultiviert, sie waren der Grundstock der europäischen Gartenkultur. Der Anbau in Bulgarien zur Rosenölgewinnung in großem Maßstab geht auf die Zeit um 1700 zurück. In Barock und Rokoko setzte sich die Rose in Europa als Königin der Blumen durch und hielt auch in Stadt- und Bauerngärten Einzug. Zu den bekanntesten Rosenliebhaberinnen zählt Kaiserin Joséphine, deren Garten in Malmaison durch die Gemälde von Pierre Joseph Redouté weltbekannt wurde.

### Mythologie, Religion und Symbolik
Rote Rosen gelten seit dem Altertum als Symbol von Liebe, Freude und Jugendfrische. Die (rote) Rose (lateinisch Rosa rubra) war der Aphrodite, dem Eros und Dionysos geweiht, später der Isis und der Flora. Bei den Germanen war sie die Blume der Freya. Antike Sagen beschreiben die Entstehung der Rosen als Überbleibsel der Morgenröte auf Erden, als zusammen mit Aphrodite dem Meerschaum entstiegen, oder aus dem Blut des Adonis entstanden. Mit der Rose war auch die Vorstellung des Schmerzes verbunden („Keine Rose ohne Dornen“) und wegen ihrer hinfälligen Kronblätter auch mit Vergänglichkeit und Tod. Die rote Farbe wurde auf das Blut der Aphrodite, die sich an den Stacheln verletzte, zurückgeführt, oder auf das Blut der Nachtigall, die die ursprünglich weiße Rose mit ihrem Herzblut rot färbte.
Die Römer feierten im Frühling den dies rosae. Diese Rosalia waren eine Art Totengedenken, bei einigen slawischen Völkern wurden sie zum Naturfest Rusalija und zu den weiblichen Dämonen Russalki. Bei den Germanen wurden die Rosen mit dem Tod in Verbindung gebracht. Sie wurden auf Opferplätzen und Gräbern gepflanzt. In der Ostschweiz und im Allgäu werden heute noch abgelegene Friedhöfe als Rosengarten bezeichnet.
Die Rose, besonders die weiße, gilt seit dem Altertum auch als Zeichen der Verschwiegenheit. Seit dem Mittelalter enthält das Schnitzwerk vieler Beichtstühle auch Rosen als Symbol der Verschwiegenheit: Dem Priester wurde das Gesprochene sub rosa („unter der Rose“), also streng vertraulich, mitgeteilt.

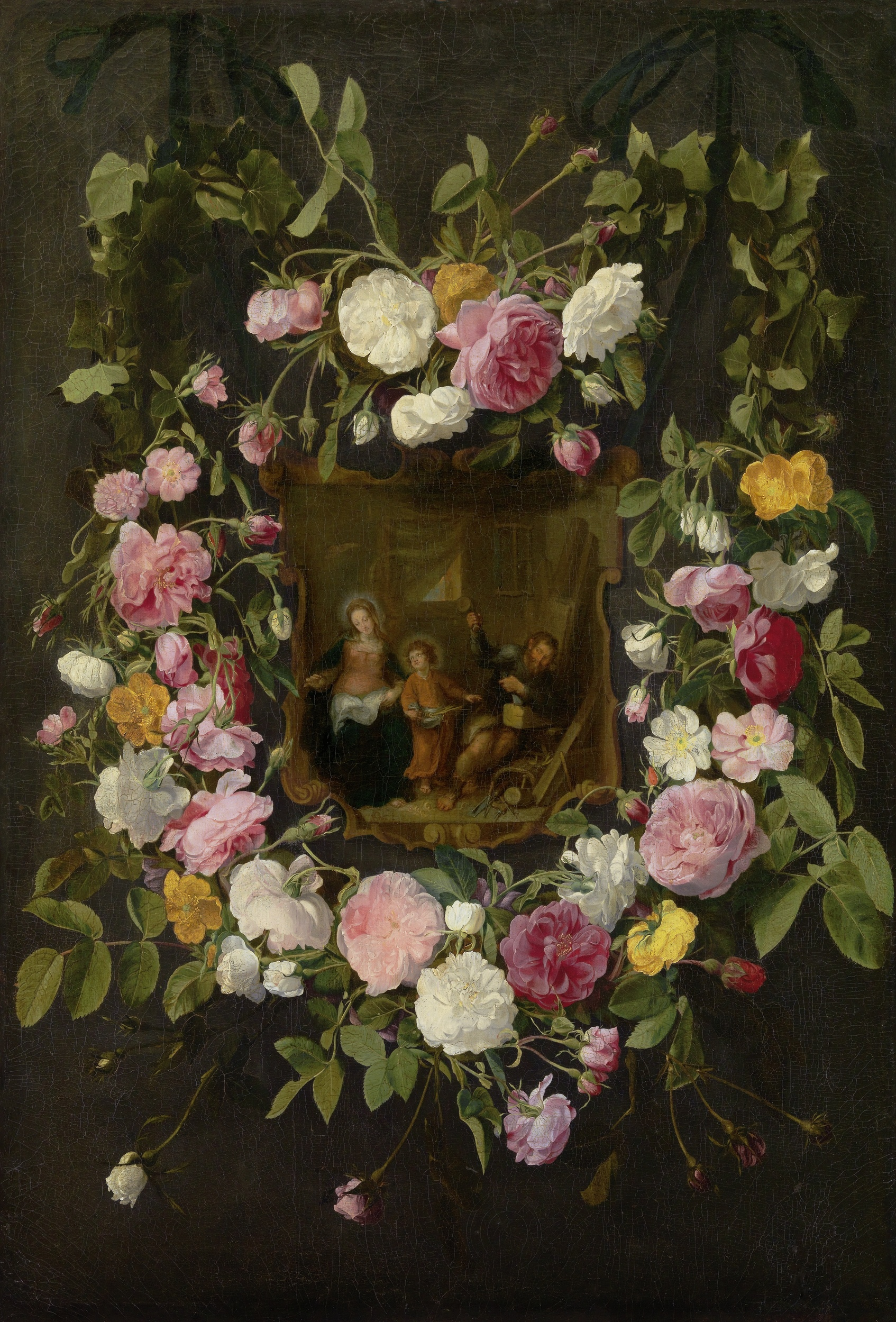
Die heilige Familie in einer Rosengirlande, von Daniel Seghers (um 1640–50)

Im Christentum entwickelte sich bereits früh eine Rosen-Symbolik. Die christliche Kunst kennt in den Grabnischen von Katakomben Rosenranken als Sinnbilder eines aus dem Tod erblühenden ewigen Lebens. Maria, die Mutter Jesu, wird schon im 5. Jahrhundert in einem Vers des Dichters Sedulius mit der stachellosen Rose verglichen. Im Mittelalter entstand eine Rosen-Mystik um Jesus Christus und Maria. Das bekannte Weihnachtslied Es ist ein Ros entsprungen bezieht sich auf die Wurzel Jesse und verweist auf die Herkunft Mariens und Jesu. Verbreitet sind Darstellungen Marias, die in der christlichen Ikonographie durch Rosengewächse symbolisiert wird. Die Madonna im Rosenhag ist ein bekannter Typus des Paradiesgärtleins (Hortus conclusus) und symbolisiert die Jungfräulichkeit der Gottesmutter. Maria wird in Gebeten und Liedern unter Attributen wie Rose ohne Dornen oder Rosa mystica (geheimnisvolle Rose) angerufen. Das am weitesten verbreitete katholische Volksgebet und die dazugehörende Gebetsschnur heißen Rosenkranz. In einer Vision der mittelalterlichen christlichen Mystikerin Mechthild von Hackeborn (1241–1299) erscheint eine Rose, die aus der Brust Jesu Christi herauswächst. Dieselbe Vision schildert Christina von Retters (1269–1292). Aus der mittelalterlichen Mystik wurde das Symbol der roten Rose in die Alchemie übernommen, wo sie für den mächtigen roten Stein steht, auch Stein der Weisen genannt, der unedle Metalle in Gold verwandeln und Menschen erleuchten kann. Anfang des 17. Jahrhunderts gelangte die magisch-mystische Symbolik der Rose in die Gedankenwelt der Rosenkreuzer.
Seit dem 11. Jahrhundert verleiht der Papst die goldene Rose, und zwar am 4. Fastensonntag, dem Sonntag Laetare, der daher auch den Namen „Rosensonntag“ trägt. Die goldene Rose ist ein Christussymbol: Die goldene Farbe steht für die Auferstehung Jesu Christi und die Dornen für seine Passion.
Im Islam und in der persisch-arabischen Literatur ist die Rose ein heiliges Symbol und steht für eine den Glanz der Schöpfung enthaltende Manifestation des Göttlichen. So ließ Saladin nach der Eroberung Jerusalems 1187 den Felsendom mit Rosenwasser vom vergossenen Blut der christlichen Kreuzritter säubern.

### Namen und Wappen

Die Lippische Rose, heute Teil des Wappens Nordrhein-Westfalens

Unzählige Orts- und Flurnamen beziehen sich auf die Rose (von mittelhochdeutsch rōse als Blüte verschiedener Rosenarten), ebenso Familien- und Vornamen. Sie ziert auch viele Wappen. Besonders bekannt sind die beiden Häuser York und Lancaster in England, die sich in den Rosenkriegen gegenüberstanden – siehe Tudor-Rose. Das Wappen Nordrhein-Westfalens führt die Lippische Rose, die Stadt Rosenheim trägt eine Rose in ihrem Wappen. Martin Luther führte als Wappen die Lutherrose, die in vielen Ortswappen enthalten ist und von lutherischen Organisationen verwendet wird.
Die Rose ist auch ein häufiges Bauhüttensymbol und findet sich an vielen Bauwerken aus dem Mittelalter, so an der Alhambra in Granada. Erhalten hat sich diese Symbolik bei den Freimaurern.

### Architektur
Als Rosette oder Fensterrose wird ein kreisrundes, häufig recht großes Fenster bezeichnet, das vorzugsweise in der Gotik über dem Portal an der Westfront von Kirchen angeordnet ist. Es nimmt die Rosenform auf; in leuchtenden Farben an die Westfront, die Richtung der sinkenden Sonne, gesetzt, symbolisiert es die Todesgrenze, die durch die Strahlen der untergehenden Sonne erhellt wird.

## Nutzung

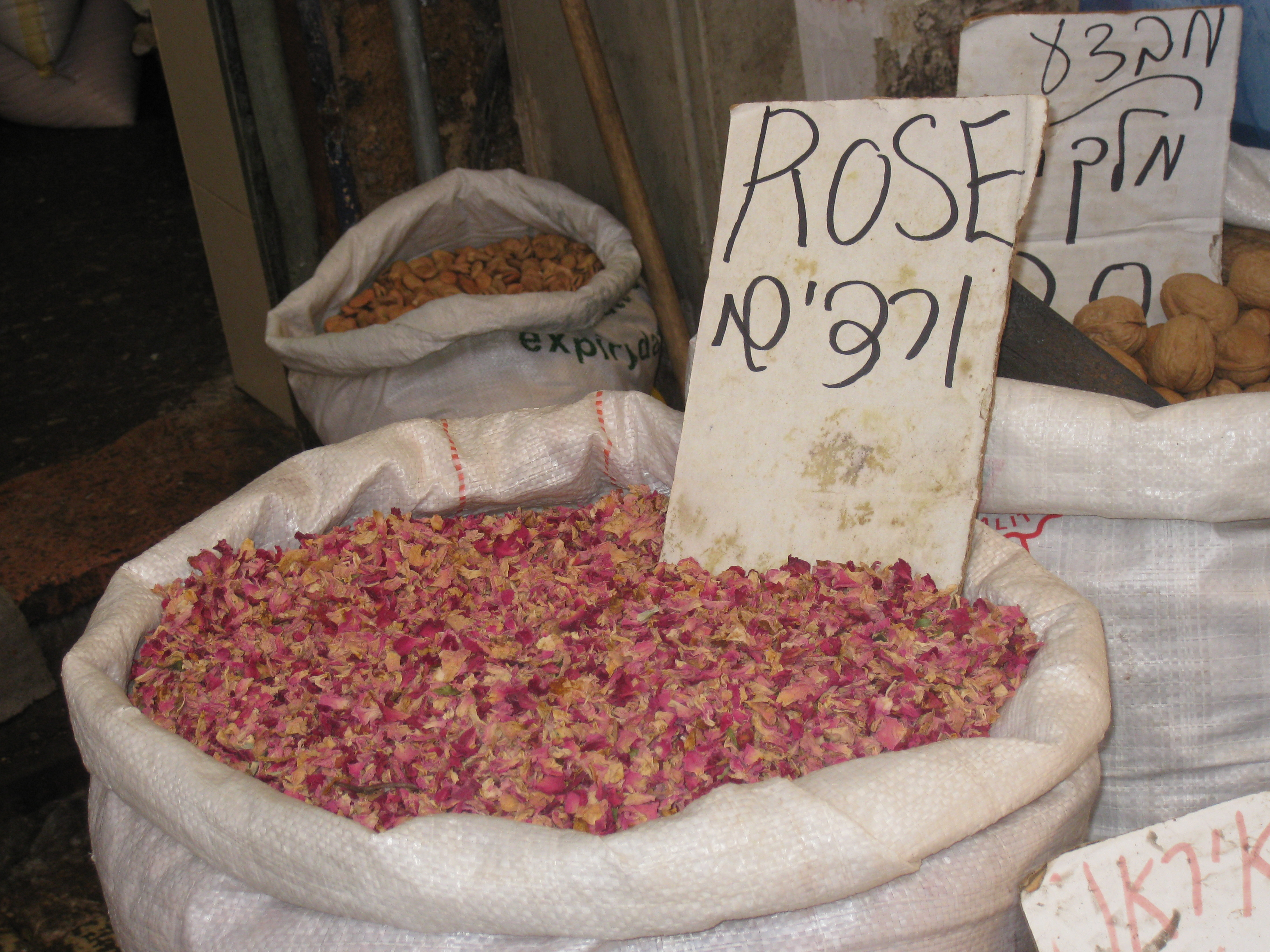
Rosenblütenblätter auf einem orientalischen Markt

Die wichtigste Nutzung der Rosen ist die Verwendung als Zierpflanze, sowohl als Gartenpflanze als auch als Schnittblume. Das Rosenöl (Rosae aetheroleum) wird in der Parfumindustrie verwendet. Das bei der Gewinnung von Rosenöl anfallende Rosenwasser wird unter anderem bei der Herstellung von Marzipan und Lebkuchen verwendet. Besonders im Orient sind auch Rosenmarmelade oder Desserts mit Rosen oder Rosenwasser beliebt.
In der Heilkunde werden ganze Hagebutten (Cynosbati fructus cum semine), Hagebuttenschalen (Rosae pseudofructus) und die Hagebuttenkerne (Cynosbati semen) genutzt. Verwendet werden verschiedene Arten, vorwiegend Rosa canina und Rosa pendulina. Die Hagebutten enthalten getrocknet zwischen 0,2 und 2 % Ascorbinsäure, reichlich Pektine (rund 15 %), Zucker, Fruchtsäuren, Gerbstoffe und geringe Mengen ätherisches Öl. Verwendet werden Hagebutten gegen Erkältungskrankheiten, Darmerkrankungen, Gallenleiden, als Diuretikum, bei Gicht und Rheuma. Die Wirksamkeit ist in allen Fällen nicht bzw. nicht ausreichend belegt. Für die diuretische Wirkung könnten der Pektin- und Fruchtsäuregehalt verantwortlich sein. Verwendet werden die Hagebutten besonders als Tee oder in Teemischungen. Frische Hagebutten werden zu Marmeladen verarbeitet. Zum Kochen mit Heilwirkungen hat man bspw. in einem Kochbuch von 1547 gesprochen: „Rosenhonig sterket und reinigt den magen/von böser feuchtigkeit/reiniget und heilet gschwer/Feul und Schaden des Munds/Zahnfleisch/Hals und Gurgeln“.
Die Rosenblätter werden zu Konfitüre oder getrocknet zu Gulkand verarbeitet.
Auch in der Aromatherapie wird der Rosenduft aufgrund seiner entspannenden Wirkung zu therapeutischen Zwecken eingesetzt.
In Asien werden in der Volksmedizin auch getrocknete Blüten, Blätter und Wurzeln verwendet. Das Holz wird in der Kunsttischlerei für Drechsel- und Einlegearbeiten verwendet.